# Liste der Straßennamen von Wien/Meidling
Liste der Straßen, Gassen und Plätze des 12. Wiener Gemeindebezirks Meidling
| Historische Straßennamen – Literatur – Weblinks |

## A

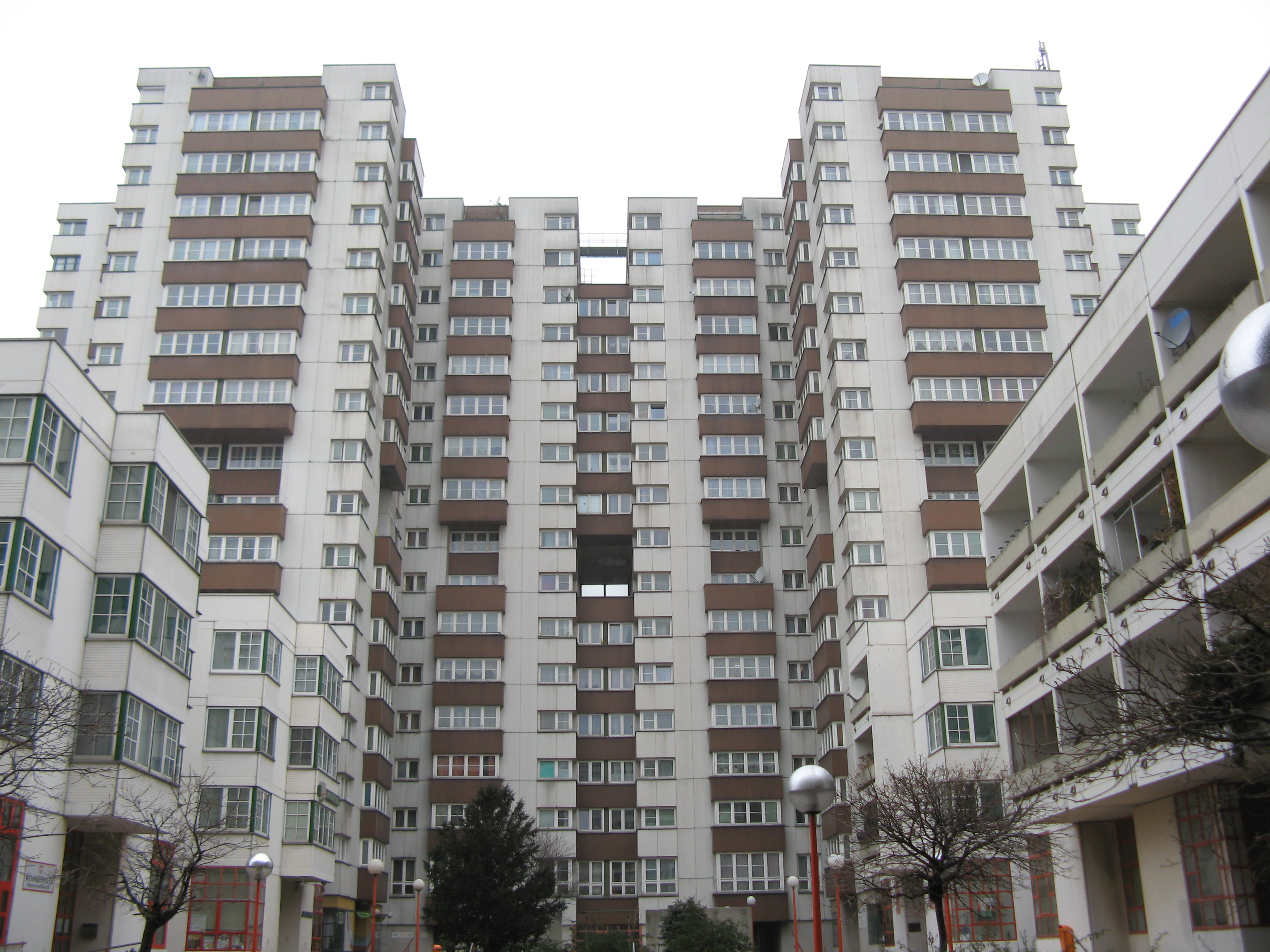
Gemeindebau Am Schöpfwerk

- Abermanngasse (Hetzendorf), 1894 benannt nach dem deutschen Historiker Heinrich Abermann (1583–1621), ab 1610 Professor an der Universität Wien, ab 1614 deren Rektor. Seine besondere Bedeutung liegt darin, dass er 1616–1619 die deutsche Übersetzung der Vienna Austriae des Wolfgang Lazius veröffentlichte, die zur ersten Stadtgeschichte Wiens in deutscher Sprache wurde. Siehe auch die Laziusstraße im 23. Bezirk, Liesing. Die Gasse hieß vorher Gloriettegasse.
- Aichholzgasse (Meidling), 1894 benannt nach dem Großindustriellen Josef von Miller zu Aichholz (1797–1871); er gründete 1819 die Firma Öhler & Miller. 1826 kaufte er die Drogerie Grittner und konnte 1839 eine der ersten inländischen Rohrzucker-Raffinerien in Wien erwerben. Während der Revolution von 1848 war er Hauptmann der Nationalgarde und im Wiener Gemeindeausschuss tätig. 1852 wurde er Direktor der Österreichischen Nationalbank. Die Gasse hieß ursprünglich bis 1864 Blindegasse und dann 1864–1894 Millergasse.
- Aichhorngasse (Gaudenzdorf), 1894 benannt nach dem Gastwirt Josef Aichhorn (1823–1889), Gemeinderat und Vizebürgermeister (1880–1889) in Gaudenzdorf. Die Gasse hieß davor Feldgasse.
- Albrechtsbergergasse (Meidling), 1894 benannt nach dem Komponisten und Musiktheoretiker Johann Georg Albrechtsberger (1736–1809); er wurde 1770 Organist zu St. Stephan und 1771 Regens chori der Karmelitenkirche. 1772 ernannte ihn Kaiser Joseph II. zum 2. Hoforganisten. Sein kompositorisches Werk umfasst u. a. 279 Kirchenkompositionen, 278 Werke für Tasteninstrumente und 193 weltliche instrumentale Werke. Die Gasse hieß vorher Pfarrgasse.
- Altmannsdorfer Anger (Altmannsdorf), 1908 benannt nach dem Anger der ehemals selbstständigen Gemeinde Altmannsdorf. Der Begriff Anger (mhd. anger, ahd. angar) bezeichnete eine Wiese oder einen Dorfplatz in Gemeinbesitz, der von allen Bewohnern der Stadt oder des Dorfes genutzt werden konnte (Allmende).
- Altmannsdorfer Straße (Meidling, Hetzendorf, Altmannsdorf; Fortsetzung im 23. Bezirk bis zur südlichen Stadtgrenze), 1894 benannt nach dem ehemaligen Vorort Altmannsdorf, dessen Name sich auf den Bischof und Heiligen Altmann von Passau bezieht. Die Straße hieß um 1742 Laxenburger Allee und danach Laxenburger Straße, weil sie ursprünglich (zumeist schnurgerade) von Schönbrunn zum Schloss Laxenburg führte, beides kaiserliche Residenzen.
- Altomontegasse (Inzersdorf), 1936 benannt nach dem Barockmaler Martino Altomonte (eigentlich Martin Hohenberg, 1657–1745); er schuf vor allem Altarbilder („Heilung des Lahmen durch Petrus und Johannes“ in der Peterskirche, „Erweckung des Jüngling von Naïn“ in der Karlskirche, „Hl. Januarius“ im Stephansdom), sowie Deckenfresken im Unteren Belvedere.
- Amalie-Seidel-Weg (Altmannsdorf, Wohnanlage „Kabelwerk“), 2006 benannt nach der Politikerin und Frauenrechtlerin Amalie Seidel (1876–1952); sie war in der Konsum-Bewegung führend tätig und engagierte sich in der Frauenbewegung. 1919–1923 war sie Gemeinderätin und 1919–1934 Abgeordnete zum Nationalrat. 1920 begründete sie das Wiener Jugendhilfswerk und initiierte die Kinderfreibäder in Wien.
- Am Europlatz (Altmannsdorf), 2002 benannt nach der Währung Euro, die ab 2001 in Österreich eingeführt wurde und den Schilling ablöste; siehe die Schillingstraße im 22. Bezirk Donaustadt. Die Bezeichnung „Am …“ verweist darauf, dass der eigentliche, an die Gasse anschließende Europlatz sich auf Privatgrund befindet; die Eigentümer nennen ihn „Euro Plaza“.
- Am Fasangarten (Hetzendorf), 1905 benannt nach einer ehemaligen Fasanerie beim Schloss Schönbrunn. In Fasangärten wurden Fasane und andere schöne Vögel, z. B. Pfaue, zur Erbauung der Adeligen gehalten. Der Teil des Schlossparks südlich der Gloriette scheint bis heute als Fasangarten auf dem Stadtplan auf. Siehe auch Fasangartengasse.
- Am Fuchsenfeld (Meidling, Wohnhausanlage Fuchsenfeldhof), 1925 benannt nach einem Flurnamen. Der Name geht auf Michael Fuchs zurück, der aus der Pfalz nach Wien eingewandert war und hier 1852 das Gasthaus Zum Fuchsen eröffnet hatte. Die umliegenden Wiesen wurden Fuchsenfeld genannt.
- Am Kabelwerk (Altmannsdorf), 2006 benannt nach der Kabel- und Drahtwerke AG, die hier 100 Jahre lang einer der bedeutendsten Betriebe Meidlings war.[1] Gründer und Inhaber war der Unternehmer Otto Bondy; siehe den Otto-Bondy-Platz. Die Fabrik wurde 1997 geschlossen, an ihrer Stelle entstand ab 2001 der Stadtteil Kabelwerk, bestehend aus 17 Bauteilen mit 1.049 Wohneinheiten und der zugehörigen Infrastruktur.[2]
- Am Rosenhügel (Hetzendorf), 1922 benannt nach dem 258 m hohen, nahegelegenen Rosenhügel; er gehört zum nordöstlichen Hügelland des Wienerwalds und ist damit Teil der Nördlichen Kalkalpen. Der Rosenhügel hat seinen Namen von ausgedehnten Rosenkulturen, die sich früher an dieser Stelle befanden. Am Rosenhügel ist der Name der Kreuzung der Atzgersdorfer Straße mit Rosenhügelstraße, Wundtgasse und Riedelgasse an der Grenze zwischen 12., 13. und 23. Bezirk. Siehe auch Rosenhügelstraße.
- Am Schöpfwerk (Altmannsdorf, Inzersdorf), 1912 benannt nach dem Schöpfwerk des dortigen Eiswerkes. Dieses Wasserhebewerk war auch namensgebend für die zwei Wohnhausanlagen Am Schöpfwerk. Der Weg hieß vorher Inzersdorfer Weg, weil er, von Altmannsdorf aus gesehen, dorthin führte.
- An den Eisteichen (Altmannsdorf, Siedlung „Am Schöpfwerk“), 1912 benannt nach den Teichen des Eiswerkes, die im Winter zur Gewinnung von Eis dienten.
- An den Froschlacken (Altmannsdorf), 1912 benannt nach den „Lacken“ (Tümpeln) in dieser Gegend, in denen sich viele Frösche aufhielten.
- Andersengasse (Altmannsdorf), 1953 benannt nach dem dänischen Schriftsteller Hans Christian Andersen (1805–1875). Angelehnt an dänische, deutsche und griechische Sagen und inspiriert von literarischen Strömungen seiner Zeit, schuf Andersen die bedeutsamsten Kunstmärchen des Biedermeier. Andersens Märchen sind nicht nur zeitlos; sie gehören mittlerweile zur Weltliteratur. Auf seinen 29 Auslandsreisen besuchte Andersen sechsmal Wien.
- Anton-Scharff-Gasse (Gaudenzdorf), 1906 benannt nach dem Medailleur Anton Scharff (1845–1903); er war ab 1881 Leiter und ab 1896 Direktor der Graveurakademie des Wiener Hauptmünzamtes. Die Münzen der Kronenwährung wurden 1892 von ihm geschaffen.
- Arndtstraße (Meidling, Gaudenzdorf), benannt 1894 nach dem deutschen Schriftsteller Ernst Moritz Arndt (1769–1860), sowie der deutschen Gastwirtin Ilse Arndt (geb. Löwenberg, 1913–2003). Ernst Moritz Arndt war 1848–1849 Abgeordneter der Frankfurter Nationalversammlung; er widmete sich hauptsächlich der Mobilisierung gegen die Besetzung Deutschlands durch Napoleon. Er gilt als einer der bedeutendsten Lyriker der Epoche der Freiheitskriege. Ilse Arndt war eine jüdische Zeitzeugin der Judenverfolgung in der Zeit des Nationalsozialismus. Sie überlebte unter anderem die Deportationen in die Konzentrationslager Auschwitz, Ravensbrück und Neustadt-Glewe. Die Straße hieß davor Lainzer Straße. Im Historikerbericht Straßennamen Wiens seit 1860 als „Politische Erinnerungsorte“ aus dem Jahr 2013 ist die Straße Gruppe C (demokratiepolitisch relevante biographische Lücken) zugeordnet.[3]
- Arnsburggasse (Meidling), 1930 benannt nach dem deutschen Schauspieler Friedrich Ludwig Arnsburg (1816–1891); nach Engagements in Brünn, Danzig, Braunschweig, Köln, Riga und Königsberg kam er 1848 nach Wien und spielte bis zu seinem Tod am Burgtheater. Hier war er auch Professor an der Schauspielschule des Konservatoriums.
- Aßmayergasse (Meidling), 1894 benannt nach dem Komponisten und Kirchenmusiker Ignaz Aßmayer (1790–1862); er war ab 1824 Regens chori am Wiener Schottenstift, ab 1825 2. Hoforganist neben Simon Sechter; siehe auch Sechtergasse. Nach dem Tod von Joseph Weigl wurde er 1846 dessen Nachfolger als Hofkapellmeister; siehe die Weiglgasse im 15. Bezirk Rudolfsheim-Fünfhaus. Die Gasse hieß vorher Rudolfsgasse, ein Teil Lechnergasse.
- Atzgersdorfer Straße (Hetzendorf), 1918 benannt nach dem ehemaligen Vorort und heutigen Liesinger Bezirksteil Atzgersdorf, der bereits 1130 als „Azichinstorf“ urkundlich erwähnt wurde. Der Name Atzgersdorf ist eine Kombination aus dem Personennamen „Atzichî“ und dem Wort Dorf. Von ihrem nördlichen Ende bis zu Am Rosenhügel (Wundtgasse) bildet die Straße (zumeist die östliche Seitenfahrbahn) die Grenze zwischen dem 12. und dem westlich angrenzenden 13. Bezirk; die Straße setzt sich von dort südwärts im 23. Bezirk fort.

## B

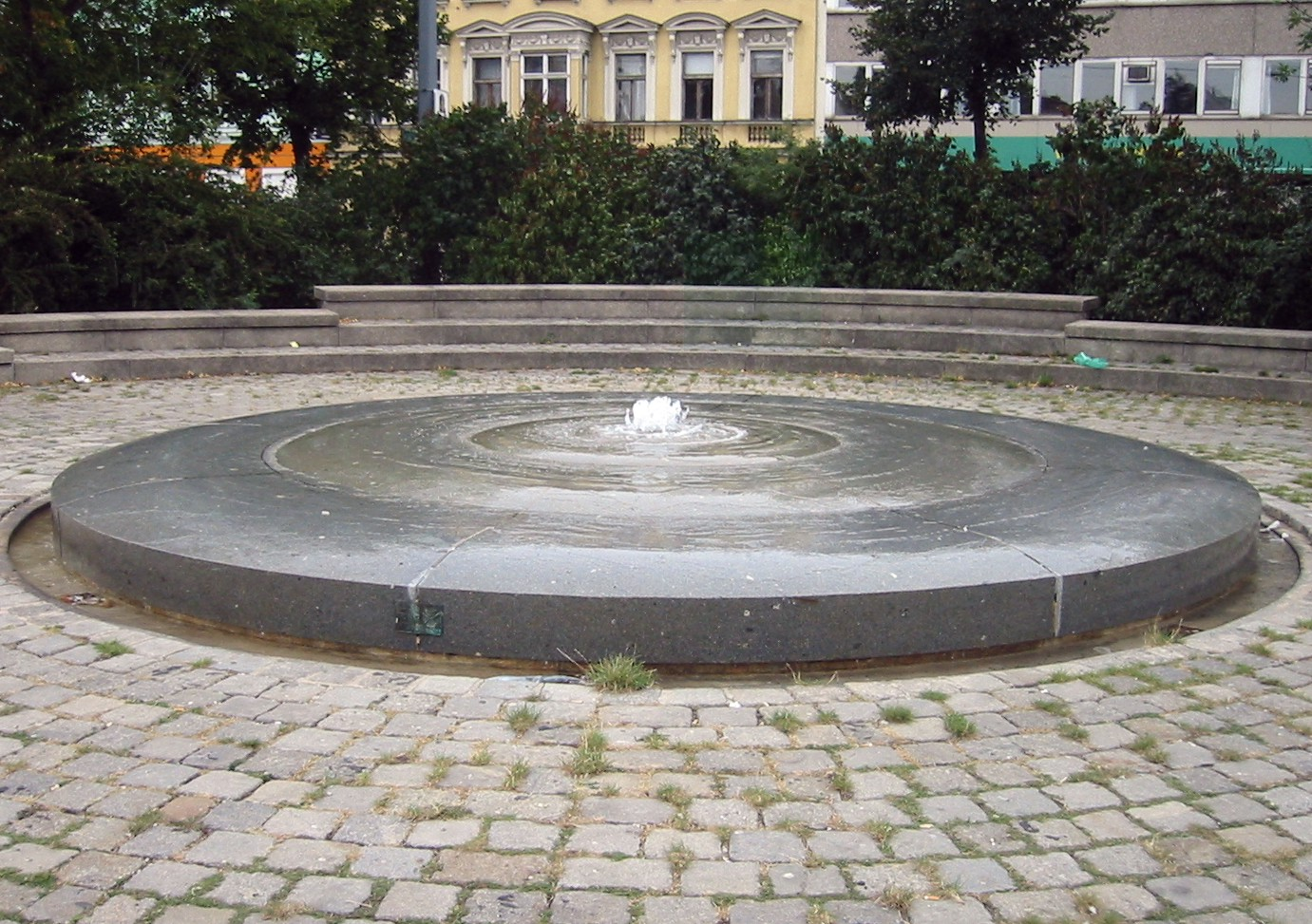
Der Stempelbrunnen, vulgo Längenfeldbrunnen, auf dem Bruno-Pittermann-Platz

- Bartschweg (Altmannsdorf), 1937 benannt nach dem Lehrer Gregor Magnus Bartsch (1839–1918), Direktor der Volksschule Nymphengasse; er betätigte sich als Heimatforscher und gab die erste umfangreiche Topografie Meidlings heraus (Meidling und dessen Umgebung, 1877).[4]
- Baumhaselweg (Hetzendorf), 2018 benannt nach der Baum-Hasel, einer Pflanzenart aus der Gattung Hasel innerhalb der Familie der Birkengewächse. Aufgrund ihrer Robustheit und ihres schlanken Wuchses wird die Baum-Hasel in Mitteleuropa gerne als Straßenbaum gepflanzt.
- Belghofergasse (Hetzendorf), 1903 benannt nach dem flämischen Zimmermeister Johann Belghofer (1763–1821); er erbaute 1820 in Hetzendorf den ersten artesischen Brunnen Österreichs; 1839 besaß er in Hetzendorf bereits sechs solcher Brunnen.
- Bendlgasse (Meidling), 1894 benannt nach dem Unternehmer Bendl (Vorname und Lebensdaten unbekannt), Kattunfabrikant; er stellte in seiner Fabrik im Jahr 1834 die erste Dampfmaschine Untermeidlings auf. Die Gasse hieß vorher Schulgasse.
- Benyastraße (Hetzendorf), 2017 benannt nach Anton Benya (1912–2001); er war Mechaniker, Politiker, Gewerkschaftsfunktionär und Präsident des Nationalrates. Als langjähriger Präsident des ÖGB prägte er die österreichische Sozialpartnerschaft entscheidend mit. Es wurde der nördliche Abschnitt des Franz-Egermaier-Weges umbenannt.
- Bethlengasse (Hetzendorf), 1894 benannt nach Dominik Graf Bethlen von Iktar (1810–1866); er kaufte 1839 vom Freiherrn Sigismund Pronay die Herrschaft Hetzendorf; siehe auch Pronaygasse.
- Betty-Roose-Weg (Meidling), 1930 benannt nach der deutschen Schauspielerin Betty Roose (1778–1808); sie spielte von 1798 bis zu ihrem frühen Tod am Burgtheater. Als jugendliche Heroine und sentimentale Liebhaberin wurde sie zum Wiener Publikumsliebling
- Bickellgasse (Altmannsdorf), 1922 benannt nach dem deutschen Theologen und Orientalisten Gustav Bickell (1838–1906); 1874 wurde er an der Universität Innsbruck Professor für Christliche Archäologie und Semitische Sprachen. Ab 1891 wirkte er als Professor für semitische Sprachen an der Universität Wien. Er galt als einer der besten Kenner der syrischen Sprache und verfasste zahlreiche Schriften über syrische Handschriften, die syrischen Kirchenväter und das Alte Testament.
- Biedermanngasse (Altmannsdorf, Hetzendorf), 1894 benannt nach dem Unternehmer Michael Lazar Biedermann (1769–1843), Großhändler, Juwelenhändler, kaiserlicher Siegelstecher und Gründer der Ersten Woll-Assortierungsanstalt. Er kaufte den Bauplatz für die Synagoge in der Seitenstettengasse in der Altstadt. Die Gasse hieß davor Gärtnergasse und 1938–ca. 1947 Lagardegasse.
- Bischoffgasse (Meidling), 1874 benannt nach dem Arzt Ignaz Rudolf Bischoff (1784–1850), Professor der speziellen Pathologie an der Medizinisch-chirurgischen Militärakademie, dem Josephinum (1826–1832), Inhaber der Lehrkanzel für Physiologie (1833–1849), oberster Feldarzt der Armee und Leiter des Josephinums (ab 1841). In dieser Zeit erwarb er dieser Anstalt europäischen Ruf. Seine Tochter Auguste Littrow-Bischoff gründete, unterstützt durch ihre Mutter Johanna Bischoff, in der heutigen Frauenheimgasse ein Heim für ältere, alleinstehende Frauen (heute das „Haus Schönbrunn“ der Caritas).[5]
- Böckhgasse (Meidling), 1918 benannt nach dem Schriftsteller Franz Heinrich Böckh; eigentlich Gehilfe in Buchdruckereien schrieb er lokalhistorisch interessante Bücher über die Stadt Wien, vor allem Wiens lebende Schriftsteller, Künstler und Dilettanten (1821), Merkwürdigkeiten der Haupt- und Residenz-Stadt Wien und ihrer nächsten Umgebungen (1823) und Wien, die Hauptstadt des Erzherzogtums Österreich. Die Gasse war zuvor Teil der heute nur mehr in einem kurzen Abschnitt bestehenden Marx-Meidlinger Straße, der Landstraße von Sankt Marx (heute 3. Bezirk) nach Alt-Meidling.
- Boërgasse (Hetzendorf), 1894 benannt nach dem deutschen Arzt und Gynäkologen Johann Lukas Boër (eigentlich Boogers, 1751–1835), kaiserlicher Leibchirurg, Leiter der Abteilung für arme Wöchnerinnen im Allgemeinen Krankenhaus (ab 1789), Professor für theoretische Geburtshilfe an der Universität Wien (1817–1822). Boër vertrat die Grundsätze einer möglichst naturnahen Geburtshilfe und etablierte diese als Fachgebiet an der Universität Wien. In seiner Zeit als Lehrer wurde Wien zu einem Zentrum der modernen Geburtshilfe. Die Gasse hieß vorher Rudolfsgasse.
- Bombekgasse (Hetzendorf), neu angelegt und 1932 benannt nach dem Gewerkschafter Josef Bombek (1882–1923), Sozialdemokrat; er organisierte die Arbeiter der chemischen Industrie. 1919–1923 war er Mitglied des Wiener Gemeinderats. Die Gasse hieß 1938–ca. 1947 Ludwig-Martinelli-Gasse. Der Name Bombekgasse wurde vor 1930 für den nördlichen Teil der heutigen Stranitzkygasse verwendet.
- Bonygasse (Meidling), 1864 benannt nach dem Bierversilberer Franz Bony (1801–1872) aus Rudolfsheim; er kaufte 1860 von Salomon Freiherr von Rothschild ein Grundstück, ließ es parzellieren und stellte 1861 den für den Bau der Straße erforderlichen Grund kostenlos zur Verfügung.
- Breitenfurter Straße (Altmannsdorf), benannt seit spätestens 1888 in Untermeidling nach der Ortschaft Breitenfurt bei Wien, die erstmals 1622 urkundlich erwähnt wurde. Der Name wird sich wohl auf eine breite Furt in der nahen Liesing beziehen. Der Verkehrsweg hieß im Mittelalter Liesinger Weg, um 1593 Die Straße, danach Ordinari Straße von Wien nach Atzgersdorf und Breitenfurther Waldämtliche Straße; in Atzgersdorf und der früheren Stadt Liesing (23. Bezirk), beide 1938 eingemeindet, hieß sie bis 1952 Wiener Straße. Die Benennung als Breitenfurter Straße erfolgte in ganz Meidling bereits 1894. Die Breitenfurter Straße ist mit 10,5 km Länge ein wichtiger Verkehrsweg in Meidling und Liesing. Der Abschnitt nordöstlich der Südbahn bei der Philadelphiabrücke (Bahnhof Meidling) heißt heute Wilhelmstraße.
- Brockmanngasse (Meidling), 1930 benannt nach dem Schauspieler und Theaterdirektor Johann Franz Brockmann (1745–1812); nach verschiedenen Engagements auf Wiener Bühnen avancierte er 1789 zum Direktor des Hoftheaters und bekleidete dieses Amt bis 1791. Anschließend war er wieder öfter als Schauspieler auf der Bühne tätig, wobei er seine größten Erfolge in Tragödien erzielen konnte. Ein weiterer großer Erfolg Brockmanns war seine Gründung der Ersten Krankenversicherung für Schauspieler. Weg in der Siedlung „Am Tivoli“.
- Brunnenweg (Altmannsdorf, Kleingartensiedlung „Esparsette“); nicht amtliche Benennung.
- Bruno-Pittermann-Platz (Gaudenzdorf), 1991 benannt nach dem Politiker Bruno Pittermann (1905–1983); er war 1957–1967 Vorsitzender der SPÖ und 1957–1966 Vizekanzler unter den ÖVP-Bundeskanzlern Julius Raab, Alfons Gorbach und Josef Klaus. Zudem war er als Vorgänger von Willy Brandt Präsident der Sozialistischen Internationale (SI).
- Bundesweg (Altmannsdorf, Kleingartenanlage „Kolonie Kraftwerk“), Benennungsdatum unbekannt. Der Name bezieht sich auf den Bund, den die Siedler der Gartensiedlungen bildeten.
- Bürgermeisterweg (Altmannsdorf, Kleingartenanlage „Gartenfreunde 12“); nicht amtliche Benennung zu Ehren jener Bürgermeister, die die Siedlerbewegung unterstützten.

## C
- Camesinaweg (Altmannsdorf), 1973 benannt nach dem Grafiker und Altertumsforscher Albert Camesina (1806–1881); er erwarb sich große Verdienste um die Herausgabe von alten Stadtplänen Wiens, wie der Rundansicht Wiens von Meldeman (1529), dem Albertinischen Plan, sowie den Plänen von Bonifaz Wolmuet und Augustin Hirschvogel, und gilt gemeinhin als der historische Topograph und Mittelalterarchäologe Wiens im 19. Jahrhundert.
- Canalettogasse (Meidling), 1894 benannt nach dem italienischen Maler Giovanni Antonio Canal (genannt Canaletto, 1697–1768); berühmt wurde er durch die Bilder seiner Heimatstadt Venedig sowie durch Capricci. Sie bestechen durch ihre fast fotorealistisch genaue und detailreiche Darstellung. Antonio Canal ist zu unterscheiden von seinem Neffen Bernardo Bellotto, der in sehr ähnlicher Weise arbeitete und später ebenfalls den Künstlernamen „Canaletto“ verwendete. Die Gasse hieß davor Waltergasse.
- Cothmannstraße (Meidling), 1905 benannt nach Martin Conrad Edler von Cothmann (1685–1759), Hofkriegsagent; er spendete einen großen Betrag für den Bau der ersten Meidlinger Kirche.

## D

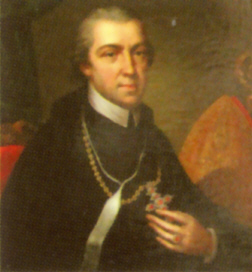
Gaudentius Andreas Dunkler

- Danilovatzgasse (Altmannsdorf), 1955 benannt nach dem Maler und Grafiker Josef Danilowatz (sic!, 1877–1945), Zeichner und Karikaturist der Wochenzeitschrift „Die Muskete“. Große Beliebtheit erreichte er durch die von ihm gestalteten Titelseiten der Modelleisenbahn-Kataloge der Firma Märklin.
- Darnautgasse (Meidling), 1955 benannt nach dem Maler Hugo Darnaut (1850–1937); er war vor allem Landschaftsmaler, der in der Nachfolge des österreichischen Stimmungsimpressionismus arbeitete. Er neigte zu einer idyllischen Auffassung seiner Motive und erfreute sich zu Lebzeiten beim Publikum großen Erfolges. Darnaut trat auch als Organisator für Großveranstaltungen hervor, die in Berlin, Paris, Venedig usw. stattfanden. 1900 schuf er gemeinsam mit Erwin Pendl ein Vogelperspektivbild von Wien für die Pariser Weltausstellung. Die Gasse hieß vorher Draschegasse.
- Deckergasse (Meidling), 1909 benannt nach dem Aquarellmaler und Lithografen Georg Decker (1818–1894); er begann zunächst mit Aquarellporträts. Ab 1844 beschäftigte er sich mit Ölmalerei, ab 1850 mit Genremalerei und Historienmalerei. Nach einem Aufenthalt in Dresden wandte er sich der Pastellmalerei zu, die er neu belebte und damit große Erfolge erzielte. Der 1912 auf dem Stadtplan aufscheinende Gassenteil östlich der Längenfeldgasse wurde 1918 Rothkirchgasse benannt (siehe dort).
- Defreggerstraße (Hetzendorf, Siedlung „Rosenhügel“), 1922 benannt nach dem österreichisch-bayerischen Genre- und Historienmaler Franz Defregger (1835–1921), Professor der Historienmalerei an der Münchner Kunstakademie (1878–1910). Er malte mit Vorliebe Porträts und Motive aus dem bäuerlichen Alltagsleben sowie dramatische Szenen aus dem Tiroler Volksaufstand von 1809.
- Dobiaschofskyweg (Altmannsdorf), 1955 benannt nach dem Maler Franz Josef Dobiaschofsky (1818–1867); er war in erster Linie Historienmaler und Maler religiöser Gemälde in der Nachfolge der Nazarener. Seine Lehrer Führich und Kupelwieser prägten ihn, wobei er sich aber ab 1848 von der strengen religiösen Auffassung etwas löste und auch Genrebilder schuf. Neben einigen Altarbildern in Wiener Kirchen malte Dobiaschofsky auch Fresken für die Prunkstiege der Hofoper. Der Weg hieß davor Altmannsdorfer Feldweg.
- Dörfelstraße (Meidling), 1894 benannt nach der ehemaligen Ortschaft Wilhelmsdorf, die volkstümlich Dörfel genannt wurde. Sie befand sich etwa in dem Gebiet der heutigen Straßenzüge Wilhelmstraße, Aßmayergasse, Dörfelstraße und Eichenstraße. Wilhelmsdorf war kurzzeitig (1846–1850) eine eigenständige Gemeinde. Siehe auch Wilhelmstraße. Die Straße hieß vorher Bahngasse.
- Dorfmeistergasse (Hetzendorf), 1922 benannt nach dem Bildhauer Johann Georg Dorfmeister (1736–1786); er schuf in erster Linie spätbarocke Plastiken für Kirchen, aber auch Bauplastiken für den Hof. Werke von ihm befinden sich in der Dominikanerkirche, in der Laimgrubener und Mariahilfer Kirche, sowie dem Barnabitenkloster, in der Hofbibliothek, im Theresianum und im Palais Esterhazy.
- Dorothea-Neff-Weg (Meidling), 2018 benannt nach der Schauspielerin Dorothea Neff (1903–1986). Nach Engagements in mehreren deutschen Städten kam sie 1939 an das Deutsche Volkstheater in Wien. Von 1941 bis 1945 versteckte sie ihre jüdische Freundin Lilli Wolff, die von der Deportation bedroht war, in ihrer Wohnung in der Annagasse im Ersten Bezirk. Nach dem Krieg setzte sie ihre Karriere am Volkstheater fort, danach spielte sie am Akademietheater und am Burgtheater. Der Dorothea-Neff-Park in Wien-Neubau ist ebenfalls nach ihr benannt.
- Dr.-Boehringer-Gasse (Hetzendorf), 1975 benannt nach dem deutschen Unternehmer Ernst Boehringer (1896–1965), Sohn von Albert Boehringer, dem Gründer des Pharmaunternehmens Boehringer Ingelheim, und ab 1939 Direktor dieses Unternehmens. Er förderte die pharmakologische Forschung in Österreich und gründete das Institut für Arzneimittelforschung in Wien. Die Gasse war vorher ein Teil der Laskegasse. Im Historikerbericht Straßennamen Wiens seit 1860 als „Politische Erinnerungsorte“ aus dem Jahr 2013 ist die Straße Gruppe A (intensiver Diskussionsbedarf) zugeordnet.[3]
- Dr.-Schreber-Weg (Altmannsdorf, Kleingartenanlage „Kolonie Kraftwerk“), nicht amtlich benannt nach dem deutschen Arzt Moritz Schreber (1808–1861); er gab pädagogische Schriften heraus, die Repression und Einschüchterung befürworten, und war einer der Vertreter der Pädagogik der Aufklärung. Mit „Schrebergärten“ hatte er nichts zu tun, diese wurden ihm zu Ehren von Ernst Innozenz Hauschild so benannt. Die Dr.-Schreber-Gasse im 13. Bezirk Hietzing, die Dr.-Schreber-Gasse im 19. Bezirk Döbling und die Schrebergasse im 22. Bezirk Donaustadt sind ebenfalls nach ihm benannt.
- Duchweg (Meidling), 1992 benannt nach dem Koch Karl Duch (1898–1973), Direktor der Berufsschule für Gastgewerbe (1946–1961), Präsident des Verbandes der Köche Österreichs (1948–1960), Präsident des Weltbundes der Kochverbände (ab 1956).[6] Duch schrieb mehrere gastronomische Fachbücher, u. a. das Handlexikon der Kochkunst.
- Dunklergasse (Gaudenzdorf), 1894 benannt nach dem Theologen und Propst Gaudentius Andreas Dunkler (1746–1829), Propst von Stift Klosterneuburg (ab 1800). Unter seiner Führung erhielt der Wiener Vorort Neu-Meidling, der bis dahin Teil der Gemeinde Untermeidling war, 1819 die Bewilligung, sich als selbstständige Gemeinde zu konstituieren. Zum Dank dafür nannte sich der Ort forthin nach dem Namen von Gaudentius Dunkler Gaudenzdorf. Auch der Gaudenzdorfer Gürtel bewahrt seinen Namen. Die Gasse hieß vorher Jakobstraße.

## E

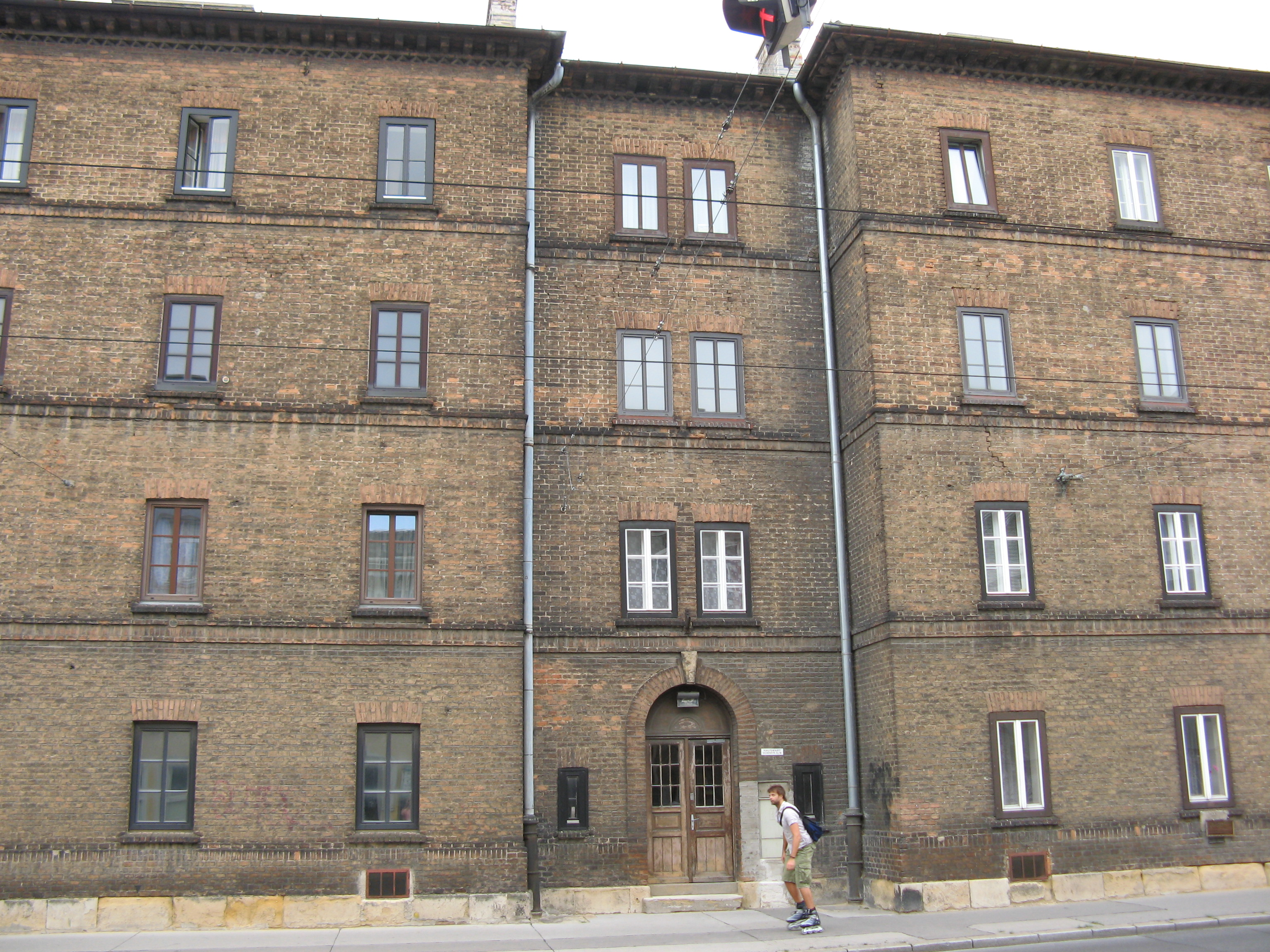
Arbeiterwohnhäuser in der Eichenstraße

- Eckartsaugasse (Hetzendorf), 1909 benannt nach dem Geschlecht der Grafen von Eckartsau, die im Mittelalter viel Grund in Hetzendorf besaßen. Das Geschlecht ist ab 1175 urkundlich nachweisbar und erlosch 1507. Die Gasse hieß davor Bahnhofstraße.
- Edelsinnstraße (Meidling, Hetzendorf), 1919 benannt nach dem jüdischen Wohltätigkeitsverein „Edelsinn“ (Chewra Sandeko’s), der 1888 gegründet wurde und bedürftige Wöchnerinnen unterstützte. Der Verein war im 12., 14. und 15. Bezirk tätig.[7][8] Die Straße hieß ursprünglich Kranichberggasse und dann bis 1919 Cantacuzinostraße.
- Edmund-Reim-Gasse (Altmannsdorf), 1937 benannt nach dem Komponisten und Dirigenten Edmund Reim (1859–1928); im Hauptberuf Lehrer, komponierte er 75 Musikwerke. Seine Chorwerke mit Orchesterbegleitung wurden vom Wiener Männergesang-Verein aufgeführt. Daneben schuf Reim auch zwei Opern sowie Lieder, Tanzstücke und Orchesterwerke.
- Egger-Lienz-Gasse (Meidling), 1930 benannt nach dem Tiroler Maler Albin Egger-Lienz (1868–1926); er wirkte 1899–1910 in Wien und wurde Mitglied der Wiener Secession. Er hatte eine Vorliebe für bäuerliche Genre- und Historienbilder und kam unter dem Einfluss Ferdinand Hodlers zu einer Vereinfachung seiner Formensprache hin zur monumentalen Expressivität. Der thematische Schwerpunkt seines Werks liegt auf Darstellungen aus dem Ersten Weltkrieg.
- Eglseegasse (Hetzendorf), 1894 benannt nach dem Teich Eglsee in Altmannsdorf, der seit 1371 urkundlich bekannt ist, und in dem Blutegel für medizinische Zwecke gezüchtet und bis nach Frankreich und England versandt wurden. Siehe auch Eibesbrunnergasse. Die Gasse hieß vorher Neugasse.
- Ehrenfelsgasse (Meidling), 1876 benannt nach Josef Michael Freiherr von Ehrenfels (1767–1843), der sich als Bienenzüchter und Schafzüchter einen Namen machte. 1822 ließ er ein bereits bestehendes Heilbad erneuern und zum Theresienbad ausbauen. Das Theresienbad wurde mehrmals zerstört und immer wieder aufgebaut; es ist heute wahrscheinlich das älteste bestehende Bad Wiens.
- Eibesbrunnergasse (Meidling), 1900 benannt nach Michael Eybesbrunner (Lebensdaten unbekannt, 1371 erwähnt) und Ulrich Eybesbrunner (Lebensdaten unbekannt, 1442 erwähnt). Beide waren Grundbesitzer in Meidling; unter anderem besaßen sie die Flur Eglsee; siehe Eglseegasse.
- Eibesbrunnerweg (Meidling), nicht amtliche Bezeichnung eines Wegs in der Kleingartenanlage „Gartenfreunde 12“; siehe Eibesbrunnergasse.
- Eichenstraße (Meidling), 1894 benannt nach zwei Eichen an der Einmündung der Wilhelmstraße in die heutige Eichenstraße, auf denen sich auch Marterln befanden. Die Straße hieß davor Dammstraße nach dem parallel verlaufenden Bahndamm.
- Elisabethallee (Hetzendorf), 1918 benannt nach Kaiserin Elisabeth (1837–1898), Prinzessin aus der herzoglichen Nebenlinie Zweibrücken-Birkenfeld-Gelnhausen des Hauses Wittelsbach und durch ihre Heirat mit Franz Joseph I. ab 1854 Kaiserin von Österreich und Apostolische Königin von Ungarn. Ihr Leben wurde in unzähligen Filmen, Operetten und Musicals popularisiert. Das Kaiserin-Elisabeth-Spital und das Kaiserin-Elisabeth-Wöchnerinnenheim sind ebenfalls nach ihr benannt; ein Teil der heutigen Westbahn hieß ursprünglich Kaiserin Elisabeth-Bahn. In Österreich gibt es kaum eine Stadt, die nicht eine Straße oder einen Platz nach ihr benannt hat. Die Straße hieß im 12. Bezirk ursprünglich Hietzinger Weg und Lustschlossallee und dann bis 1918 Schlöglgasse; die frühere Fortsetzung südlich der Verbindungsbahn heißt bis heute so. Die Straße bildet einen Teil der südlichen Begrenzung des historischen Areals um das Schloss Schönbrunn, die kaiserliche Sommerresidenz zur Zeit Elisabeths; die Kaiserin hatte hier, im höchstgelegenen, hintersten Teil des Schlossparks, ihre private Meierei.
- Elsniggasse (Altmannsdorf), 1911 benannt nach dem Geistlichen Johann Baptist Elßnig (auch Elßnigg, 1741–1798), Kaplan in Altmannsdorf (1783–1796) und Prior des Augustinerkonvents von Baden (1796–1798).
- Emil-Behring-Weg (Atzgersdorf), 1952 benannt nach dem deutschen Arzt Emil von Behring (1854–1917), Bakteriologe und Serologe; er entdeckte das Diphtherie- und des Tetanusserum. Im Jahr 1901 wurde er mit dem ersten Nobelpreis für Medizin ausgezeichnet. (Am Weg befindet sich das Areal der Bundesanstalt für Virusseuchenbekämpfung.)
- Endergasse (Hetzendorf), 1922 benannt nach der Wiener Malerfamilie Ender, bestehend aus Thomas Ender (1793–1875), seinem Zwillingsbruder Johann Ender (1793–1854) und dessen Sohn Eduard Ender (1822–1883). Thomas Ender verband sein künstlerisches Können in der Landschaftsmalerei mit wissenschaftlichem Interesse an topografischen Gegebenheiten. 1817–1818 nahm er an der Österreichischen Brasilien-Expedition teil, während der er über 700 Zeichnungen und Aquarelle anfertigte. Johann Ender widmete sich der Ölmalerei und Kupferstichen; den Großteil seines Lebensunterhalts verdiente er aber mit Porträts. Eduard Ender war vor allem als Historienmaler tätig.
- Erlgasse (Meidling), 1892 benannt nach dem Sänger Joseph Erl (1811–1874); er sang – vor allem als Heldentenor – am Theater in der Josefstadt und war ab 1838 erster Tenor am Kärntnertortheater.
- Esparsette-Weg (Altmannsdorf), 2000 benannt nach der Kleingartenanlage „Esparsette Altmannsdorf“. Diese ist benannt nach der Pflanzengattung der Esparsetten aus der Unterfamilie der Schmetterlingsblütler in der Familie der Hülsenfrüchtler. Esparsetten waren wichtige und sehr nahrhafte Futterpflanzen für schwer arbeitende Pferde in der europäischen Landwirtschaft. Seit der Ablösung dieser Pferde durch Traktoren werden sie kaum noch angebaut.

## F
- Fasangartengasse (Hetzendorf), 1894 benannt nach einer ehemaligen Fasanerie beim Schloss Schönbrunn. In Fasangärten wurden Fasane und andere schöne Vögel, z. B. Pfaue, zur Erbauung der Adeligen gehalten. Siehe auch Am Fasangarten. Die Gasse hieß in Hetzendorf bis 1894 Hetzendorfer Straße.
- Flurschützstraße (Meidling), 1896 benannt nach dem Gastwirt Josef Flurschütz (1820–1895), Ortsrichter von Meidling (1856–1862), Bezirksvorsteher von Margareten (1875–1895) und Mitglied des Wiener Gemeinderats (1876–1880).
- Fockygasse (Meidling), 1875 in falscher Schreibweise benannt nach dem Wiener Bürgermeister Daniel Fockhy (1626–1695); er war während der Zweiten Türkenbelagerung 1683 Oberstleutnant der Bürgerwehr. Während Bürgermeister Liebenberg krank war, vertrat ihn Fockhy bis zu dessen Tod Ende 1683. Schließlich wurde er 1688–1691 Bürgermeister der Stadt Wien. Er führte die erste öffentliche Beleuchtung von Straßen und Plätzen ein (1688) und erließ eine neue Feuerordnung.
- Franz-Egermaier-Weg (Hetzendorf, Kleingartenanlage „Sonnental“), 2003 benannt nach Franz Egermaier (1905–1990), Funktionär eines Kleingartenvereins. Der ursprünglich nur im 23. Bezirk Liesing verlaufende Weg in der Kleingartenanlage „Sonnental“ wurde 2012 in den 12. Bezirk verlängert.
- Franz-Emerich-Gasse (Meidling), 1907 benannt nach dem Mediziner Franz Emerich (1496–1560); er war der erste Professor für Chirurgie an der Universität Wien. Nachdem er bereits ab 1536 Vorlesungen zum Thema gehalten hatte, wurde 1542 ein eigener Lehrstuhl für Chirurgie an der Universität errichtet. 1548 wurde Emerich Dekan, später auch mehrmals Rektor.
- Franz-Siller-Weg (Altmannsdorf, Kleingartenanlage „Esparsette-Kolonie“), nicht amtlich benannt nach dem Beamten Franz Siller (1893–1924), Präsident des „Zentralverbandes der Kleingärtner, Siedler und Kleintierzüchter Österreichs“; er spielte eine führende Rolle bei der Organisation der Kleingartenbewegung im hungernden Wien nach 1918. Ebenfalls nach ihm benannt sind der Sillerweg im 2. Bezirk Leopoldstadt, der Sillerweg im 11. Bezirk Simmering, die Sillergasse und der Sillerplatz im 13. Bezirk Hietzing, die Sillerstraße im 19. Bezirk Döbling und die Franz-Siller-Gasse im 22. Bezirk Donaustadt.
- Frauenheimgasse (Meidling), 1894 benannt nach einem Heim für ältere, alleinstehende Frauen (heute das „Haus Schönbrunn“ der Caritas), das von Auguste Littrow-Bischoff gegründet worden war; sie hatte zu diesem Zweck 1883 die Sommervilla ihre Eltern Ignaz Rudolf Bischoff und Johanna Bischoff zur Verfügung gestellt;[9] siehe auch Bischoffgasse. Die Gasse hieß davor Schulgasse.
- Fraungrubergasse (Meidling, Hetzendorf), 1937 benannt nach dem Lehrer, Schuldirektor und Schriftsteller Hans Fraungruber (1863–1933); er war ein steirischer Mundartdichter, der nach dem Vorbild Peter Roseggers volkstümliche Gedichte und heitere Kurzgeschichten verfasste. Außerdem betätigte er sich als Volksliedforscher. Bedeutend war seine Tätigkeit auf dem Gebiet des Kinder- und Jugendbuches; hier gab er zahlreiche Bücher für die Jugend heraus und wirkte an Schulbüchern mit.
- Frühwirthgasse (Altmannsdorf), 1922 benannt nach dem Bildhauer Johann Frühwirth (1640–1701); er war in der Barockzeit innerhalb Wiens für diverse Projekte der Stadt und des Hofes tätig. Nur wenige Werke haben sich bis heute erhalten, u. a. der Altar der Hofburgkapelle (1671) und einige Decken der Hofburg. Weiters war er an der Barockisierung der Pfarrkirche Maria Hietzing beteiligt.
- Füchselhofgasse (Meidling), 1902 benannt nach dem ehemaligen Gutshof „Füchselhof“. Die Witwe Füchsel kaufte 1442 den Hof von Ulrich Eybesbrunner; siehe Eibesbrunnergasse. Das kleine, niedrige Gebäude mit einem bis zur Ruckergasse reichenden Garten bestand bis 1903; in diesem Jahr wurde es abgerissen.

## G

Florian Leopold Gassmann

- Gartenfreundeweg (Altmannsdorf), nicht amtliche Benennung nach dem Kleingartenverein „Gartenfreunde 12“, in dessen Anlage der Weg verläuft.
- Gassmannstraße (Hetzendorf, bis 1999: Gaßmanngasse), 1906 benannt nach dem Komponisten Florian Leopold Gassmann (1729–1774); er wurde 1763 wurde er als Ballettkomponist an den Wiener Hof berufen, 1764 wurde er Kammerkomponist des Kaisers Joseph II. und 1772 Hofkapellmeister. Er wirkte am Übergang vom Barock zur Vorklassik und komponierte 22 Opern. Sein Nachfolger als Kammerkomponist und Hofkapellmeister war Antonio Salieri; siehe die Salierigasse im 18. Bezirk Währing. Die Straße hieß vorher Wiener Weg.
- Gatterholzgasse (Meidling), 1894 benannt nach dem Gatterhölzl, einem ehemaligen Waldgebiet in Meidling. Der Name geht auf das mittelhochdeutsche Wort chatte zurück, das das Gebäude eines Kleinhäuslers ohne Eigengrund bezeichnete. Im Mittelalter war hier ein dichtes Waldgebiet mit einer chattermühle, so dass sich für die Gegend der Flurname Gatterhölzl einbürgerte. Die Gasse hieß davor Albertgasse.
- Gaudenzdorfer Gürtel (Gaudenzdorf), 1894 bzw. 1910 benannt nach dem ehemaligen Vorort Gaudenzdorf; dieser wurde 1819 von Untermeidling abgetrennt und konstituierte sich als selbstständige Gemeinde mit dem Namen Gaudenzdorf. Der Name wurde zu Ehren des Grundherrn, des Klosterneuburger Propstes Gaudentius Andreas Dunkler gewählt; siehe auch Dunklergasse. 1892 wurde der Ort zum 12. Bezirk eingemeindet. Die Straße hieß ursprünglich Gürtelstraße und ab 1881 Margaretengürtel.
- Gertrude-Wondrack-Platz (Altmannsdorf, Wohnhausanlage „Kabelwerk“), 2006 benannt nach der Gewerkschafterin und Politikerin Gertrude Wondrack (1920–1971), Funktionärin der Gewerkschaft der Textil-, Bekleidungs- und Lederarbeiter (1948–1963). 1964–1966 gehörte sie dem Bundesrat an, anschließend wurde sie Abgeordnete zum Nationalrat (1966–1971, SPÖ) und schließlich Staatssekretärin im Bundesministerium für soziale Verwaltung.
- Geschwister-Spitzer-Weg (Meidling), 2021 benannt nach den Schwestern Adelina Spitzer (1868–1942), Ida Hager (1875–1942) und Franziska Spitzer (1878–1942). Gemeinsam mit ihrem Bruder David Spitzer betrieben sie die Margaretner Lichtspiele.
- Gierstergasse (Gaudenzdorf), 1894 benannt nach dem Brauhausbesitzer Josef Leopold Gierster (um 1800–1863), dem ersten Bürgermeister von Gaudenzdorf (1850–1861). Vor der Gründung einer örtlichen Feuerwehr hatte Gierster in seinem Bräuhaus eine eigene Werkfeuerwehr eingerichtet, die auch der ganzen Gemeinde zur Verfügung stand. Ab 1853 brannte in seinem Haus das erste Gaslicht, eine damals noch neue Technik, für deren Einführung er eine Vorreiterrolle spielte. In seiner Amtszeit wurde 1855 das Gaudenzdorfer Gaswerk gegründet. Die Gasse hieß vorher Krongasse.
- Gottslebengasse (Meidling), 1930 benannt nach dem Volksschauspieler und Bühnenautor Ludwig Gottsleben (1836–1911); durch seine komische Begabung und seine eigentümlich groteske Art zu sprechen zählte er zu den beliebtesten Komikern Wiens. Er spielte als letzter namhafter Vertreter der Hanswurstkomik an verschiedenen Vorstadtbühnen und erreichte den Höhepunkt seines Wirkens am Fürsttheater und am Theater in der Josefstadt unter Karl Blasel; siehe auch die Blaselgasse im 18. Bezirk Währing.

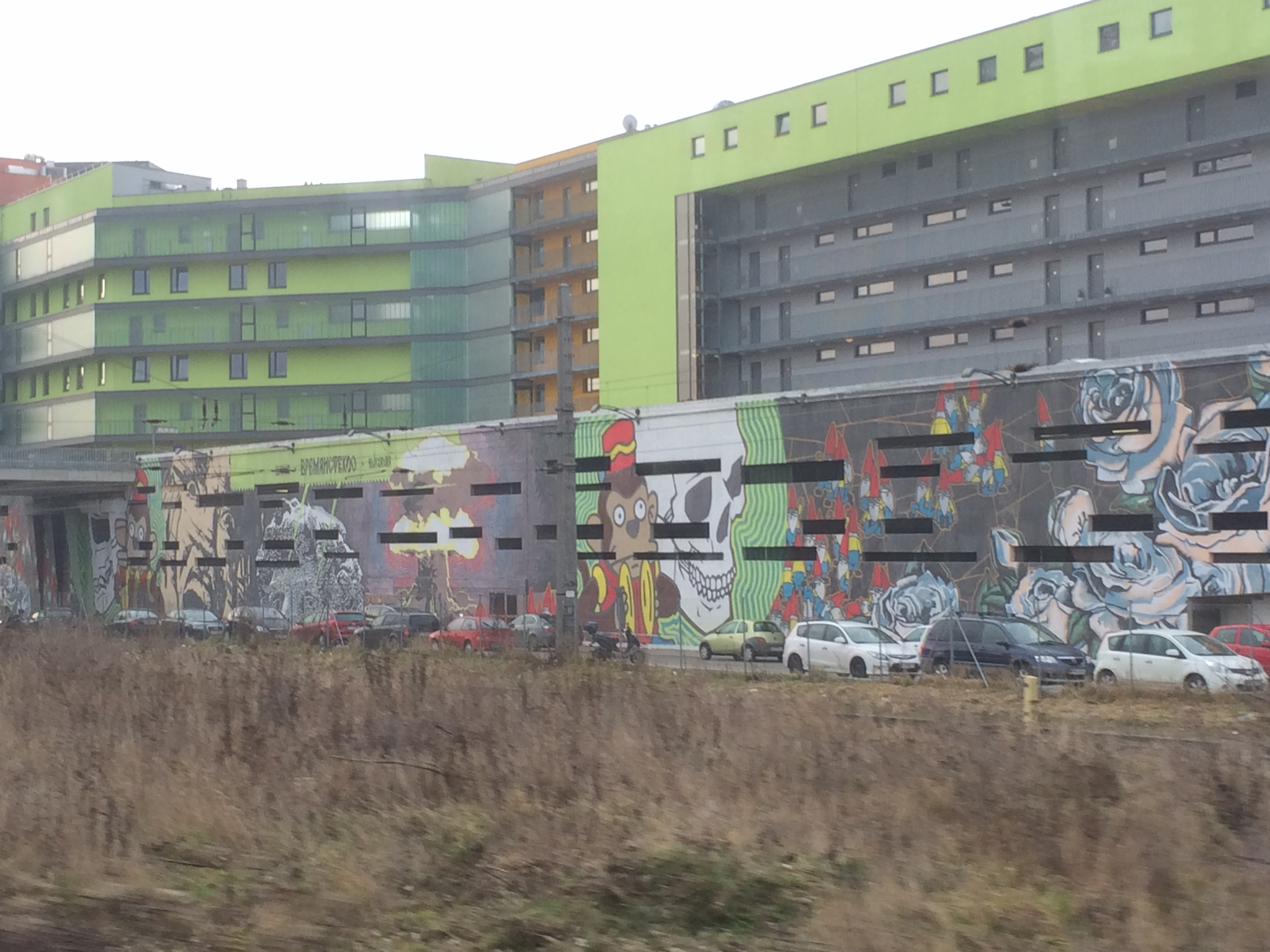
Graffitistraße

- Graffitistraße (Altmannsdorf, Wohnhausanlage „Kabelwerk“), 2006 benannt nach den auf Mauern gesprayten Graffiti. Diese Popularkunstwerke entstehen zumeist anonym und ohne Genehmigung oder Einverständnis des Eigentümers der Flächen. Graffiti ist der Plural des italienischen Worts graffito. Es leitet sich etymologisch aus dem Griechischen von γράφειν (graphein) ab, was schreiben bedeutet.
- Graf-Seilern-Gasse (Hetzendorf), 1905 benannt nach dem Diplomaten Christian August von Seilern (1717–1801), Beamter im Reichshofrat (ab 1745), Geheimer Rat (ab 1752), Botschafter in London (1766–1779), oberster Justizpräsident. Er kaufte 1780 von Maria Theresia die Herrschaft Hetzendorf. 1782 übernahm Seilern auch die dem Stift Klosterneuburg gehörenden Grundstücke und Häuser, die in Hetzendorf lagen.
- Grenzweg (Altmannsdorf), nicht amtliche Benennung für einen Weg in den Kleingartenanlagen „Esparsette“ und „Gartenfreunde 12“; der Weg bildet die Grenze zwischen den Gartenanlagen und dem daneben befindlichen Umspannwerk.
- Grieshofgasse (Meidling), 1894 benannt nach dem Gutshof Grieshof, der sich um 1300 hier befand. Unter „Gries“ verstand man den an Flussbiegungen abgelagerten Kies und Sand. Die Gasse hieß vorher Leopoldigasse.
- Grießergasse (Altmannsdorf), 1905 benannt nach dem Kaufmann Erhart Griesser († 1445); er war 1428–1431 Kammerschreiber von Herzog Albrecht, 1434–1437 herzoglicher Kellermeister und 1442–1445 Ratsherr. In Altmannsdorf gehörte ihm der Oswaldhof, den er 1444 den Beschuhten Augustinern vermachte; dieses Anwesen wurde später das Schloss Altmannsdorf. 1442 erwarb Griesser die Kattermühle auf dem Gatterhölzl; siehe auch Gatterholzgasse. Weiters besaß er in Meidling den Niederhof, aus dem später das Theresienbad entstand; siehe auch Niederhofstraße.
- Grünbergstraße (Meidling), 1908 benannt nach dem Gerichtsadvokaten Josef Freiherr von Hagenmüller zu Grünberg (um 1745–1824); er erbaute um 1790 auf diesem Hügel mehrere Häuser und wollte eine eigene Gemeinde gründen, was ihm 1794 behördlich untersagt wurde. Die Bewohner nannten den Hügel und die Ansiedlung bald Grünberg. Die Straße hieß 1894–1903, wie bis heute eine Abzweigung im nördlichen Straßenteil, Zenogasse.
- Gutheil-Schoder-Gasse (Inzersdorf), 1961 benannt nach der deutschen Opernsängerin Marie Gutheil-Schoder (1874–1935); sie kam auf Initiative von Gustav Mahler 1900 nach Wien an die Hofoper, an der sie bis 1927 als gefeierte Sopranistin blieb.

## H

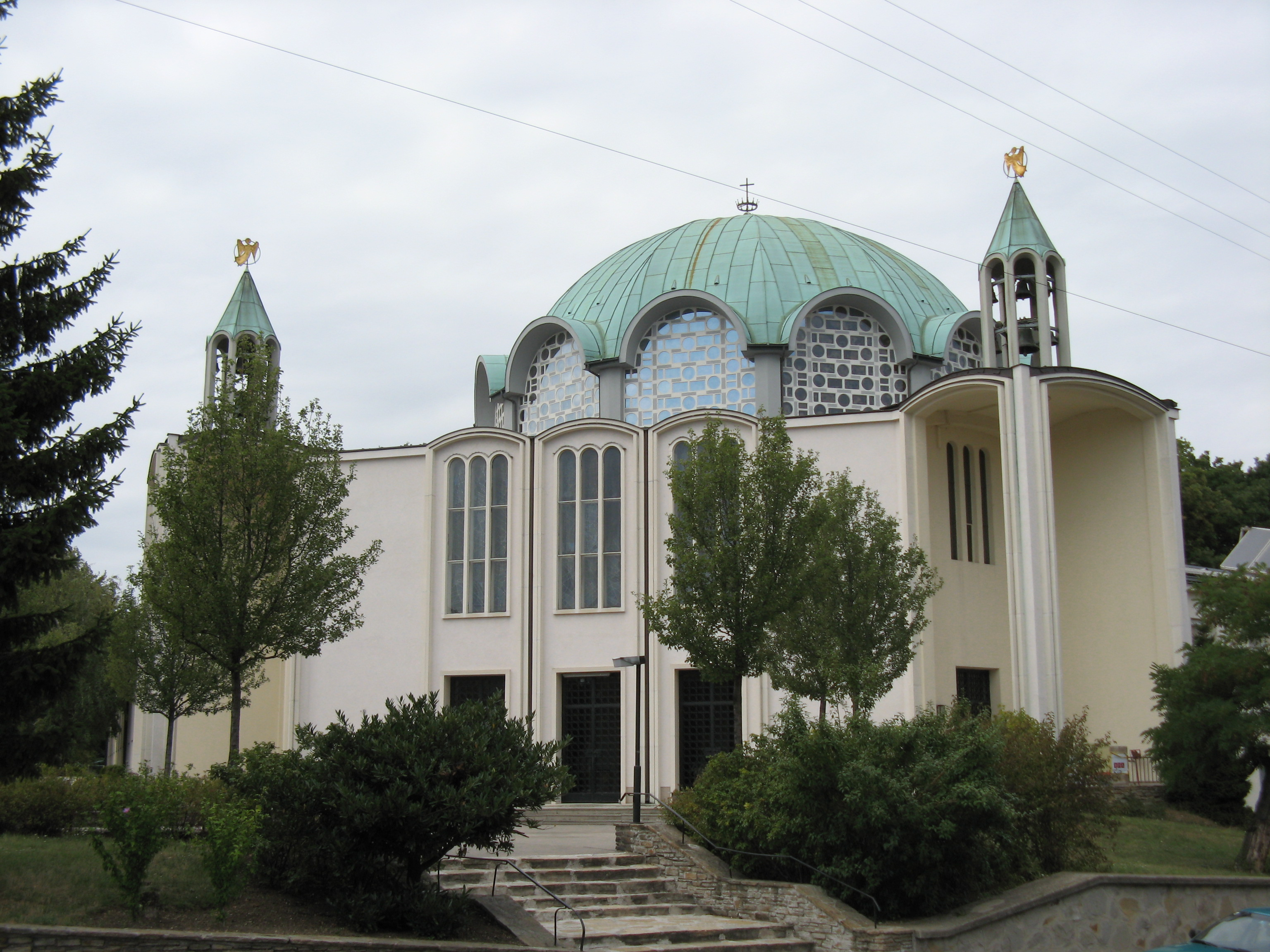
Die Gatterhölzlkirche in der Hohenbergstraße

- Haebergasse (Gaudenzdorf), 1894 benannt nach dem Mediziner Josef Haeber (1788–1880), um 1850 Polizeiarzt, Wundarzt und Armenarzt in Gaudenzdorf; er erwarb sich auch als Wohltäter große Verdienste. Die Gasse hieß vorher Sackgasse.
- Haidackergasse (Meidling), 1902 benannt nach dem historischen Flurnamen Haidacker. Die Gasse hieß davor Friedhofstraße.
- Hainbuchenweg (Hetzendorf), 2018 benannt nach der Pflanzenart Hainbuche aus der Familie der Birkengewächse. Der Name leitet sich vom althochdeutschen „haganbuoche“ ab, wobei hag „Einzäunung“, „Hecke“ bedeutet und sich auf die Schnittfähigkeit der Pflanze bezieht.
- Hallensteingasse (Hetzendorf), 1959 benannt nach dem deutschen Schauspieler Konrad Adolf Hallenstein (1835–1892); er kam 1871 ans Burgtheater, in dem er ab 1874 sehr viel beschäftigt war und bis 1890 spielte. Er wirkte sowohl bei der Abschiedsvorstellung 1888 im alten Haus des Burgtheaters als auch in der ersten Vorstellung im neuen Haus des Burgtheaters am 14. Oktober mit.
- Hanauskagasse (Meidling), 1904 benannt nach dem Geistlichen Leopold Hanauska (1815–1899), Pfarrer von Meidling (1862–1874), Gemeinderat und Ortsschulrat in Untermeidling, Stiftsdechant von Klosterneuburg (ab 1874).
- Hans-Weiner-Dillmann-Platz (Meidling), 1996 benannt nach dem Komponisten Hans Weiner-Dillmann (1903–1990); er schrieb zunächst Operetten und Revue-Musiken. Nach dem Zweiten Weltkrieg begleitete er Künstler wie Hans Moser oder Magda Schneider am Klavier. Er schrieb Schlager und Chansons für den Rundfunk und verfasste Wienerlieder; insgesamt hat er über 800 Lieder hinterlassen.
- Harthausergasse (Gaudenzdorf), 1894 benannt nach dem Färber Lukas Harthauser (1817–1889), Gemeinderat in Gaudenzdorf. Die Gasse hieß vorher Wiengasse.
- Haschkagasse (Meidling), 1894 benannt nach dem Dichter Lorenz Leopold Haschka (1749–1827), Kustos der Wiener Universitätsbibliothek (ab 1797), Professor für Ästhetik am Theresianum (1798–1822). Er verfasste nach dem Vorbild Friedrich Gottlieb Klopstocks patriotische Oden. Bekannt wurde er vor allem durch den Text der Kaiserhymne Gott erhalte Franz, den Kaiser (1797, Musik von Joseph Haydn). Die Gasse hieß vorher Gymnasiumsgasse bzw. Gymnasiumstraße
- Hasenhutgasse (Meidling), 1930 benannt nach dem Schauspieler und Komiker Anton Hasenhut (1766–1841); er kam 1789 ans Leopoldstädter Theater. Dort hatte er große Erfolge mit der von ihm kreierten Figur des Thaddädl, einem blasierten Gecken mit komischem Äußeren und übertriebener Fistelstimme als Teil des Alt-Wiener Volkstheaters. In den Jahren 1803 bis 1819 spielte Hasenhut am Theater an der Wien; danach geriet er in Vergessenheit und verarmte. Der Schriftsteller Franz Josef Hadatsch schrieb eine Biografie über ihn; siehe die Hadatschgasse im 11. Bezirk Simmering.
- Haunzahndgasse (Hetzendorf), 1922 benannt nach einem alten Flurnamen in Hetzendorf. Haunzahnd bezieht sich auf einen „lebenden“ Gartenzaun aus Sträuchern, vor allem Hagedornbüschen.
- Hedy-Lamarr-Weg (Altmannsdorf, Wohnanlage „Kabelwerk“), 2006 benannt nach der Filmschauspielerin und Erfinderin Hedy Lamarr (eigentlich Hedwig Eva Maria Kiesler, 1914–2000); berühmt wurde sie 1933 durch eine Nacktszene im Film Ekstase. Ab 1938 wirkte sie mit wechselndem Erfolg in Hollywood. Daneben erfand sie zusammen mit dem Komponisten George Antheil das Frequenzsprungverfahren, das heute in der Mobilfunktechnik eine wichtige Rolle spielt.
- Helene-Potetz-Weg (Altmannsdorf, Wohnanlage „Kabelwerk“), 2006 benannt nach der Politikerin Helene Potetz, ab 1934 Widerstandskämpferin bei den Revolutionären Sozialisten, ab 1945 für die SPÖ Mitglied des Wiener Gemeinderats, 1949–1959 dessen Vorsitzende, 1959–1967 Dritte Präsidentin des Wiener Landtages. Der Helene-Potetz-Hof in Meidling ist ebenfalls nach ihr benannt.
- Helfertgasse (Hetzendorf, Siedlung „Rosenhügel“), 1922 benannt nach dem Historiker und Politiker Joseph Alexander von Helfert (1820–1910), k.k. Unterstaatssekretär im Unterrichtsministerium (1848–1860), Unterrichtsminister (1860–1861). Als Historiker befasste er sich mit der Geschichte Österreichs mit Schwerpunkt auf der Revolution von 1848. Er war Gründer des Instituts für Österreichische Geschichtsforschung (1854).
- Helly-Möslein-Weg (Altmannsdorf), 2002 benannt nach der Textdichterin, Soubrette und Kabarettistin Helly Möslein (1914–1998); sie wirkte vor allem in den USA. 1939 lernte sie in New York den Komponisten und Kabarettisten Hermann Leopoldi kennen, mit dem sie bis zu seinem Tod 1959 zusammenarbeitete und dessen Lebensgefährtin sie wurde. Siehe auch den Hermann-Leopoldi-Weg, der neben dem Helly-Möslein-Weg verläuft.
- Hermann-Broch-Gasse (Hetzendorf), 1970 benannt nach dem Schriftsteller Hermann Broch (1886–1951); er entwickelte in der Romantrilogie Die Schlafwandler (1930–1932) eine neue Erzählform, in der er seine Theorie vom Wertezerfall entwickelte. Er setzte sich mit Massenpsychologie und der Verantwortung des Dichters in Krisenzeiten (Der Tod des Vergil, 1945) auseinander. In seinen kulturphilosophischen Essays verband Broch soziale und politische Phänomene mit ethischen Fragen.
- Hermann-Glück-Weg (Meidling), 2019 benannt nach dem Beamten und Lokalpolitiker Hermann Glück (1932–2015). Der ÖBB-Angestellte war ab 1973 Mitglied der Bezirksvertretung Meidling und 1980–1992 Obmann der ÖVP Meidling. Von 1980 bis 1987 war er Mitglied des Wiener Landtag und Gemeinderats.[10]
- Hermann-Leopoldi-Weg (Altmannsdorf), 2002 benannt nach dem Komponisten, Kabarettisten und Klavierhumoristen Hermann Leopoldi (eigentlich Hersch Kohn, 1888–1959); er war einer der populärsten Liederkomponisten und Vortragskünstler seiner Zeit. Er schuf die Musik zu Wienerliedern und Chansons und vertonte Texte zahlreicher Autoren. Der Hermann-Leopoldi-Park ist ebenfalls nach ihm benannt. Nach seiner Lebensgefährtin Helly Möslein ist der Helly-Möslein-Weg benannt.
- Hermi-Hirsch-Weg (Meidling), 2019 benannt nach der Gastwirtin und Aktivistin Hermi Hirsch (1924–1990). Sie führte im 1. Bezirk ein Lokal, das 1982 in Konkurs ging. Danach engagierte sie sich in der Frauen- und Friedensbewegung; 1978 initiierte sie den Verein „Frauen für den Frieden“.
- Herthergasse (Meidling), 1885 benannt nach Paul Herther (1795–1852), Ortsrichter der ehemals selbstständigen Gemeinde Hundsturm (1830–1848); er betätigte sich auch als Wohltäter.
- Hervicusgasse (Hetzendorf), 1894 benannt nach Henricus von Hetzingen (Lebensdaten unbekannt, 12. Jh.); er erhielt 1190 Hetzendorf als landesfürstliches Lehen. Die Gasse hieß davor Gärtnergasse.
- Hetzendorfer Straße (Altmannsdorf, Hetzendorf), 1894 benannt nach der ehemals selbstständigen Gemeinde Hetzendorf, die 1114 und 1156 urkundlich als Hercendorf erwähnt und 1892 in den 12. Bezirk, Meidling, eingemeindet wurde. Die Straße hieß ursprünglich Altmannsdorfer Weg und Hetzendorfer Weg, und dann bis 1894 Hauptstraße. (Bis 1894 hieß die Verbindung von Hietzing nach Hetzendorf, heute Maxingstraße–Elisabethstraße, Hetzendorfer Straße.) Der Großteil der Straße verläuft im 12. Bezirk. Der kurze Teil im westlich angrenzenden 13. Bezirk (siehe dort) wurde erst nach 1910 trassiert.
- Hilschergasse (Meidling), 1949 benannt nach dem Lehrer und Schuldirektor Karl Hilscher (1873–1936); er betätigte sich als Heimatforscher und publizierte 1930 das umfangreiche Handbuch Meidling. Der 12. Wiener Gemeindebezirk in Vergangenheit und Gegenwart. 1923 war er Mitbegründer des Meidlinger Heimatmuseums, des ersten derartigen Museums in Wien. Die Gasse hieß 1874–1938 Wertheimsteingasse und 1938–1949 Fritschgasse nach dem antisemitischen Publizisten und Verleger Theodor Fritsch.
- Hofbauergasse (Gaudenzdorf), 1906 benannt nach dem Baumeister Josef Hofbauer (1831–1894), Gemeinderat und Vizebürgermeister in Gaudenzdorf (1873–1892).[11]
- Hoffingergasse (Altmannsdorf), 1892 benannt nach dem Publizisten Johann von Hoffinger (1825–1879); er setzte sich vehement für katholische Literatur und Wissenschaft ein, gab von 1860 bis 1864 die Allgemeine Literaturzeitung heraus und verfasste insgesamt 660 Aufsätze. Er wurde als „feinsinniger Dichter und Schöngeist“ beschrieben und seine Treue zur katholischen Kirche wurde hervorgehoben. 1851 heiratete er Anna Hoffmann, Tochter des Besitzers von Schloss und Herrschaft Altmannsdorf, Johann Hoffmann, und wurde nach dessen Tod 1856 Schlossherr. Nach seinem Schwiegervater ist der Johann-Hoffmann-Platz benannt. Ein Teil der Gasse hieß bis 1955 Altmannsdorfer Feldweg.
- Hoffmeistergasse (Meidling), 1894 benannt nach dem Fabriksbesitzer Hermann Karl Hoffmeister (Lebensdaten unklar[12]), Gemeinderat und Vizebürgermeister in Untermeidling (1888–1891). Die Gasse hieß vorher Karlsgasse.
- Hohenbergstraße (Meidling), 1894 benannt nach dem Architekten Johann Ferdinand Hetzendorf von Hohenberg (1732–1816); er war der führende Architekt des „spätbarocken Klassizismus“. Hohenberg schuf u. a. die Gloriette (1775), die Obeliskkaskade und die Römische Ruine im Schönbrunner Schlosspark (1777–1778), das Palais Pallavicini (1783–1784), die Regotisierung der Augustinerkirche (1784) und die Stuckdecken im Schwarzenbergpalais (1802). Die Straße hieß davor Gloriettegasse, weil sie, wie ihr bis heute bestehendes Pendant im 13. Bezirk, direkt auf die Gloriette zuläuft.
- Hohenfelsplatz (Meidling), 1930 benannt nach der Schauspielerin Stella von Hohenfels-Berger (1857–1920); sie spielte ab 1873 am Burgtheater als junge Naive. 1889 heiratete sie den späteren Burgtheaterdirektor Alfred von Berger, während dessen Direktionszeit (1910–1912) sie nicht auftreten durfte; der spätere Übergang ins reifere Fach gelang nicht.
- Hufelandgasse (Meidling), 1884 benannt nach dem deutschen Arzt Christoph Wilhelm Hufeland (1762–1836); er wird wegen seiner Lebenskrafttheorie als Vertreter des Vitalismus bezeichnet und wird auch als Begründer der Makrobiotik gesehen. Als Arzt in Weimar zählten zu seinen Patienten u. a. Goethe, Schiller, Herder und Wieland. Weiters verfasste Hufeland über 400 medizinische Schriften.

## I
- Ignazgasse (Meidling), 1864 benannt nach Ignaz Zelebor (1816–1890), Bürgermeister von Untermeidling (1870–1885). Die Zeleborgasse ist ebenfalls nach ihm benannt.

## J

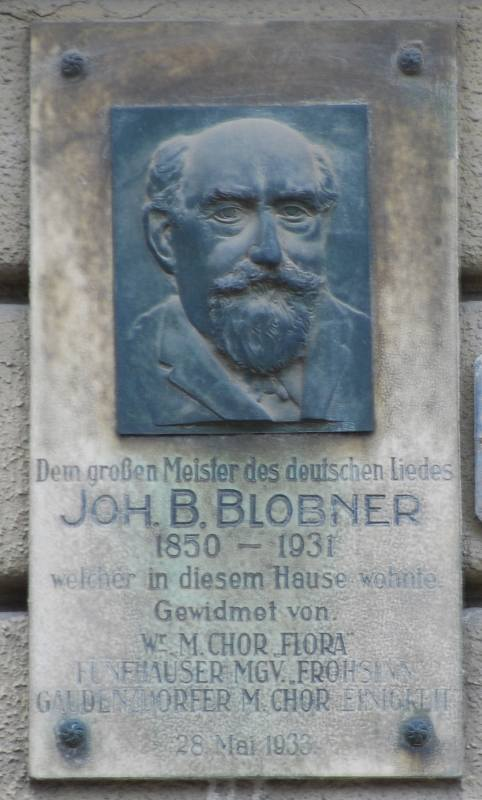
Johann Baptist Blobner

- Jacobsenweg (Altmannsdorf), 1953 benannt nach dem dänischen Rechtsanwalt und Philanthropen Sigurd Jacobsen (1882–1948); er ermöglichte nach dem Ersten Weltkrieg hungernden österreichischen Kindern Erholungsaufenthalte in Dänemark. Von 1919 bis 1921 waren es 30 Transporte mit 16.000 Kindern. Auch als es dann den Wienern besser ging, wurde die Aktion fortgesetzt. Insgesamt konnten bis 1928 durch Sigurd Jacobsen 35.000 österreichische Kinder 100.000-mal Dänemark besuchen.[13]
- Jägerhausgasse (Hetzendorf), 1894 benannt nach dem ehemaligen kaiserlichen Jagdhaus in der Nähe des Hetzendorfer Schlosses. Die Gasse hieß vorher Gemeindegasse.
- Johann-Blobner-Gasse (Hetzendorf), 1933 benannt nach dem Komponisten und Chormeister Johann Baptist Blobner (1850–1931); der aus Böhmen stammende Komponist arbeitete die meiste Zeit seines Lebens als Lehrer in Meidling. Er komponierte vor allem Lieder, Ländler, Walzer und Polkas.[14]
- Johann-Hoffmann-Platz (Altmannsdorf), 1905 benannt nach Johann Baptist Hoffmann (1786–1856); er erwarb 1818 / 1819 die Herrschaft Altmannsdorf und ließ den ehemaligen Wirtschaftshof der Beschuhten Augustiner zu einem Schloss im Biedermeierstil ausbauen (heute Schloss Altmannsdorf). 1838 gewann er in der Warschauer Lotterie ein beträchtliches Vermögen und finanzierte mit einem Teil des Geldes den Neubau der Altmannsdorfer Kirche. Als Gegenleistung verlangte er das Recht, die bis dahin einzige Gastwirtschaft des Ortes bewirtschaften zu können.[15] Seine Tochter Anna Hoffmann heiratete 1851 ihren Cousin Johann von Hoffinger, nach dem die Hoffingergasse benannt ist, und erbte 1856 das Schloss.
- Josefine-Wessely-Weg (Meidling, Gartenstadt „Am Tivoli“), 1931 benannt nach der Schauspielerin Josephine Wessely (1860–1887); sie debütierte 1876 am Leipziger Stadttheater, dem sie bis 1879 angehörte, wurde dann, nach einem Gastspiel in Berlin, 1879 für das Burgtheater in Wien engagiert und 1884 zur k.k. Hofschauspielerin ernannt. Sie war die Tante der Schauspielerin Paula Wessely; siehe den Paula-Wessely-Weg im 19. Bezirk Döbling.
- Josef-Reichl-Gasse (Altmannsdorf), 1969 benannt nach dem Mundartdichter Josef Reichl (1860–1924); der gelernte Hutmacher betätigte sich als volkstümlicher Schriftsteller und veröffentlichte Gedichtsammlungen und Prosaerzählungen in burgenländischem Dialekt.
- Jungnickelweg (Altmannsdorf, Inzersdorf), 1973 benannt nach dem Maler und Illustrator Ludwig Heinrich Jungnickel (1881–1965), Professor an der Akademie der bildenden Künste Wien. Bekannt wurde er durch seine hervorragenden Tierdarstellungen, hauptsächlich als Tuschzeichnung oder Aquarell; er schuf aber auch Akte in Anlehnung an Egon Schiele.
- Jungpointgasse (Hetzendorf), 1922 benannt nach dem historischen Flurnamen Jungpoint. Point (auch Peunt) bezeichnete ein eingezäuntes Grundstück ohne Flurzwang.

## K
- Karl-Kraus-Gasse (Hetzendorf), 1970 benannt nach dem Schriftsteller Karl Kraus (1874–1936); er war Publizist, Satiriker, Lyriker, Aphoristiker, Dramatiker, Förderer junger Autoren, sowie Sprach- und Kulturkritiker. 1899 gründete er die satirische Zeitschrift Die Fackel, die er bis zu seinem Tod leitete. Sein bedeutendstes Werk ist das Antikriegs-Drama Die letzten Tage der Menschheit.
- Karl-Löwe-Gasse (Meidling), 1938 benannt nach dem deutschen Komponisten Carl Loewe (1796–1869); er komponierte hauptsächlich Balladen für Singstimme und Klavier sowie 17 balladenhafte Oratorien. Die Gasse hieß ursprünglich bis 1894 Michalowitzgasse und 1894–1938 Neuwallgasse.
- Karplusgasse (Meidling), 1956 benannt nach dem Neurophysiologen und Psychiater Johann Paul Karplus (1866–1936); er beschäftigte sich hauptsächlich mit der Erforschung der Zentren des Zentralnervensystems, den sensorischen Bahnen und der Schweißsekretion. Er beschrieb das Sympathikuszentrum an der Basis des Zwischenhirns. Seine Methode der Freilegung beider Großhirnhemisphären wird zum Teil heute noch angewandt.
- Kastanienallee (Meidling), 1929 benannt nach den hier wachsenden Kastanienbäumen. Die Allee hieß vorher Asylgasse nach einem 1906 errichteten, bis heute bestehenden Obdachlosenheim.
- Kaulbachstraße (Hetzendorf), 1920 benannt nach dem deutschen Maler Wilhelm von Kaulbach (1805–1874), Direktor der Münchner Kunstakademie (ab 1849); er war vor allem Historienmaler und schuf zahlreiche Decken- und Wandgemälde mit historischen, allegorischen und mythologischen Darstellungen. Die Straße hieß zuvor, vermutlich nach Kaisertochter Marie Valerie von Österreich, Valeriecottage. Es handelt sich um die 1885 parzellierten Reste des einst weitreichenden Prónaygartens.
- Kernstraße (Hetzendorf), benannt (Datum unbekannt) nach Anton Kern (1846–1913), dem letzten Bürgermeister von Hetzendorf (1882–1891) und Wiener Gemeinderat (1910–1913).
- Kerschensteinergasse (Meidling), 1956 benannt nach dem deutschen Pädagogen Georg Kerschensteiner (1854–1932); er initiierte ab 1900 in München die Einrichtung von Arbeitsunterricht und Arbeitsschulen, Vorläufer der heutigen Berufsschulen. Seine Arbeitspädagogik etablierte sich als Begriff für das heute als Handlungsorientierung wieder aufgegriffene Unterrichtsprinzip.
- Khleslplatz (Altmannsdorf), 1894 benannt nach Kardinal Melchior Khlesl (1552–1630); er war einer der Hauptvertreter der Gegenreformation. Vor allem führte er Säuberungsaktionen in den Pfarren und Klöstern von Niederösterreich durch. 1588 wurde er Bischof von Wiener Neustadt, 1598 Bischof von Wien und 1615 Kardinal. Die Benennung nimmt darauf Bezug, dass Khlesl auf seinen Reisen zwischen Wien und Wiener Neustadt gerne im Wirtschaftshof der Augustiner-Eremiten am heutigen Khleslplatz Rast machte. Der Platz hieß vorher Kirchenplatz.
- Kiningergasse (Hetzendorf), 1894 benannt nach dem Maler und Grafiker Vincenz Georg Kininger (auch Kieninger und Kinninger, 1767–1851), Professor an der Schabkunstschule der Wiener Kunstakademie (ab 1807); er schuf vor allem Portraitminiaturen, kleinformatige Schlachtenszenen, Genrebilder, Landschaften, Uniformdarstellungen und Buchillustrationen.[16] Die Gasse hieß davor Giselagasse.
- Kirchfeldgasse (Hetzendorf), 1911 benannt nach dem historischen Flurnamen Kirchenfeld (sic!). Die Gasse hieß ursprünglich Holzgasse und dann Grenzweg, weil sie 1892–1938 die Stadtgrenze Wiens (heute Bezirksgrenze 12 / 23) bildete.
- Kirschenallee (Altmannsdorf, Kleingartenanlage „Esparsette“), nicht amtliche Bezeichnung für einen Weg, der sich auf die dortigen Kirschenbäume bezieht.
- Klährgasse (Meidling), 1894  benannt nach Franziska Klähr (1774–1850), Witwe eines Hofschlossermeisters; sie machte sich während der Franzosenkriege 1809 um die Pflege verwundeter Soldaten verdient. Die Gasse hieß vorher Stiftgasse.
- Klimtgasse (Hetzendorf), 1924 benannt nach dem Maler Gustav Klimt (1862–1918); er war einer der umstrittensten, aber auch beliebtesten Künstler der Jahrhundertwende. Von der Wiener Gesellschaft wurde er wegen der erotischen Ausstrahlung seiner weiblichen Porträts gesucht. Er ist zweifellos der bedeutendste Künstler des Jugendstils in Österreich, nimmt aber auch im internationalen Maßstab eine Spitzenstellung ein. Siehe auch die Bloch-Bauer-Promenade und den Emilie-Flöge-Weg im 10. Bezirk Favoriten, den Jenny-Steiner-Weg im 7. Bezirk Neubau sowie die Feldmühlgasse im 13. Bezirk Hietzing.
- Kobingergasse (Gaudenzdorf), benannt (Datum unbekannt) nach dem Unternehmer Adam Kobinger (1772–1841), Pottasche-Erzeuger; er war um 1819 erster Ortsrichter von Gaudenzdorf.
- Koflergasse (Meidling), 1887 benannt nach dem Wiener Bürgermeister Peter Joseph Kofler (1700–1764); er 1737–1741 Stadtrichter, dann 1741–1744 Bürgermeister von Wien, danach wieder Stadtrichter. 1751–1764 war er ein zweites Mal Bürgermeister. In seiner Amtszeit wurde 1753 ein städtisches Urbar angelegt und 1754 die erste Volkszählung abgehalten, die eine Einwohnerzahl von rund 175.000 ermittelte. Sein Vorgänger als Bürgermeister war Andreas Ludwig Leitgeb; siehe die Leitgebgasse im 5. Bezirk Margareten.
- Köglergasse (Meidling), 1956 benannt nach Karl Kögler (1855–1935), erster Direktor der Arbeiter-Unfallversicherungsanstalt für Wien und Niederösterreich.
- Kollmayergasse (Gaudenzdorf), 1894 benannt nach dem Leimsieder Friedrich Kollmayer (Lebensdaten unbekannt), fünfter Ortsrichter von Gaudenzdorf (1846–1847). Die Gasse hieß vorher Adamgasse.
- Kolonieweg (Altmannsdorf, Kleingartenanlage „Esparsette-Kolonie“); nicht amtliche Bezeichnung. Die nach dem Ersten Weltkrieg errichteten Siedlungen wurden von den Siedlern oft Kolonie genannt.
- Koppreitergasse (Meidling), 1907 benannt nach dem Geistlichen Sebastian Koppreiter (Lebensdaten unbekannt), erster Pfarrer von Meidling (1784–1795). Die Gasse hieß davor Cantakuzinostraße nach dem Woiwoden Șerban I. Cantacuzino.
- Korbergasse (Gaudenzdorf), 1894 benannt nach dem Gemischtwarenhändler Johann Korber (Lebensdaten unbekannt); er war 1847–1848 der siebente und letzte Ortsrichter der Gemeinde Gaudenzdorf. Die Gasse hieß vorher Bäckergasse.
- Kranichberggasse (Altmannsdorf), 1913 benannt nach den Herren von Kranichberg, einem niederösterreichischen Adelsgeschlecht, das im 14. Jahrhundert Grundbesitz in Hetzendorf hatte. Die Familie Kranichberg wurde 1070 erstmals erwähnt und ist 1510 ausgestorben. Die heutige Edelsinnstraße hieß bis 1906 ebenfalls Kranichberggasse, ebenso 1912–1913 ein Teil der Pottendorfer Straße.
- Krastelgasse (Meidling, Gartenstadt „Am Tivoli“), 1930 benannt nach dem Schauspieler Friedrich Krastel (1839–1908); er spielte 1864–1908 am Burgtheater. Krastel verkörperte sehr erfolgreich Helden und jugendliche Liebhaber, wobei ihm sein ansprechendes Äußeres sehr entgegenkam. Besonders unter weiblichen Verehrerinnen herrschte die Mode, Krastel-Locken zu sammeln. Sein späterer Wechsel ins Fach der Heldenväter war dann nicht mehr so erfolgreich.
- Kreutzingergasse (Inzersdorf), 1936 benannt nach dem Maler Josef Kreutzinger (1757–1829); er war einer der beliebtesten Porträtmaler des Wiener Adels und Bürgertums. Er gehörte stilmäßig dem Wiener Spätklassizismus an, der Anklänge des französischen Spätrokoko aufnahm. Seine Porträts zeichnen sich durch intensive Farbgebung aus und sind auch interessant, da sie das gesellschaftliche Leben seiner Zeit dokumentieren.
- Krichbaumgasse (Meidling), benannt (Datum unbekannt) nach dem Juristen Josef Michael Krichbaum (1809–1884), Bezirksrichter des politischen Bezirks Sechshaus, zu dem auch Untermeidling, Obermeidling und Gaudenzdorf gehörte.
- Krügerweg (Meidling, Gartenstadt „Am Tivoli“), 1930 benannt nach dem deutschen Schauspieler und Regisseur Karl Krüger (1765–1828); nach zahlreichen Engagements als Schauspieler und Theaterdirektor in Deutschland kam er 1802 ans Burgtheater, wo er sehr erfolgreich in Lustspielen wirkte, und weniger erfolgreich in ernsten und tragischen Rollen. Er arbeitete auch als Regisseur und hatte großen Einfluss auf die Führung des Theaters.[17]
- Kundratstraße (Meidling), 1897 benannt nach dem Mediziner Johann Kundrat (1845–1893); er war ein bedeutender Pathologe der Wiener Medizinischen Schule. In der Nachfolge Rokitanskys korrelierte er morphologische Veränderungen bei Obduktionen mit den klinischen Krankheitssymptomen der Patienten. 1893 beschrieb er das Krankheitsbild der Lymphosarkomatose, die in der medizinischen Nomenklatur seinen Namen trägt. An der Kundratstraße befindet sich das Sozialmedizinische Zentrum Süd und das Unfallkrankenhaus Meidling.

## L

Straßentafel der Längenfeldgasse

- Längenfeldgasse (Gaudenzdorf, Meidling), 1894 benannt nach Josephine Haas (1783–1846); nach dem Tod ihres Mannes 1844 besaß sie ein Vermögen von rund 800.000 Gulden, das sie testamentarisch für wohltätige Zwecke stiftete. Unter anderem finanzierte sie die Errichtung einer Kinderbewahranstalt in Gaudenzdorf. 1844 wurde die aus Burglengenfeld in der Pfalz stammende Wohltäterin zu Josepha Haas von Längenfeld-Pfalzheim geadelt. Ein Teil der Gasse hieß davor Stiegergasse.
- Laskegasse (Hetzendorf), 1955 benannt nach dem Maler und Architekten Oskar Laske (1874–1951); als Maler schuf er vor allem Aquarelle mit Motiven von seinen Reisen in Europa und Nordafrika. Dabei handelte es sich vornehmlich um Landschaften, Stadtplätze und Genreszenen. Als charakteristisch werden sein heiterer Erzählstil sowie seine farbintensive Malerei gewertet. Als Architekt erbaute er zahlreiche Wohnhäuser in Wien.
- Lehrbachgasse (Altmannsdorf), 1912 benannt nach dem Politiker und Diplomaten Ludwig Konrad Graf von Lehrbach (1750–1805), k.k. Staatsminister, österreichischer Gesandter in München (ab 1788), Hofkommissär in Tirol (ab 1796). Er errichtete eine Stiftung für bedürftige Beamtenkinder, die ein Handwerk erlernen wollten.
- Lehrbachweg (Altmannsdorf), nicht amtliche Bezeichnung für einen Weg in den Kleingartenanlagen „Gartenfreunde 12“ und „An der Pottendorfbahn“; siehe Lehrbachgasse.
- Leonore-Brecher-Weg (Hetzendorf), 2018 benannt nach der Zoologin Leonore Brecher (1886–1942); sie arbeitet ab 1918 im Vivarium im Prater als unbezahlte Assistentin von Hans Leo Przibram und war an Paul Kammerers Experimenten über die Vererbung erworbener Eigenschaften beteiligt. Siehe auch den Mona-Lisa-Steiner-Weg.
- Leopoldine-Glöckel-Weg (Altmannsdorf), 2006 benannt nach der Lehrerin und Bezirkspolitikerin Leopoldine Glöckel (1871–1937); sie engagierte sich schon früh als Frauenrechtlerin im Allgemeinen Österreichischen Frauenverein von Rosa Mayreder (siehe die Mayredergasse im 22. Bezirk Donaustadt). In Meidling leitete sie die Frauenorganisation Meidling. Von 1919 bis 1934 saß sie für die SDAP als Vertreterin ihres Bezirkes im Wiener Gemeinderat und war Abgeordnete des Wiener Landtages. Die Wohnhausanlage Leopoldine-Glöckel-Hof ist ebenfalls nach ihr benannt. Nach ihrem Mann, dem Schulreformer Otto Glöckel, ist der Otto-Glöckel-Weg im 22. Bezirk Donaustadt benannt. Siehe auch Nauheimergasse.
- Lichtensterngasse (Altmannsdorf), 1969 benannt nach dem Unternehmer Richard Lichtenstern (1870–1937); er gründete 1895 die Steingutfabrik Wilhelmsburg und begründete damit die österreichische Keramikindustrie. Lichtenstern betätigte sich auch als Wohltäter; er stiftete das Warm- und Dampfbad „Elsahof“, ließ Arbeiterwohnungen erbauen, und leistete einen bedeutenden Beitrag zur Errichtung eines Altersheims.
- Liebenstraße (Altmannsdorf), 1928 benannt nach dem Physiker Robert von Lieben (1878–1913); er erfand die Lieben-Röhre, die erste Elektronenröhre mit Verstärkerwirkung, die nicht nur den Aufbau des deutschen Ferntelefonnetzes ab 1912 ermöglichte, sondern auch die Basis für zahlreiche zukünftige Erfindungen, die der Verstärkung von elektronischen Signalen bedurften, darstellte. Die Straße hieß 1928–1938 Liebengasse und dann 1938–1945 Metznerstraße.
- Linke Wienzeile (Sechshaus, Penzing), 1899 benannt nach ihrem Verlauf am linken Ufer des Wienflusses; siehe auch Rechte Wienzeile. In der späten Gründerzeit bestand das Projekt, den Fluss vom Schloss Schönbrunn, Sommerresidenz des Kaisers, bis zur Altstadt einzuwölben und die Wienzeile zum Prachtboulevard zwischen Altstadt und Schloss umzugestalten. Dieser Plan blieb unvollendet.
- Löhnergasse (Meidling), 1960 benannt nach dem Schriftsteller und Librettisten Fritz Löhner-Beda (eigentlich Bedřich Löwy, 1883–1942); er war in den 1920er-Jahren einer der meistgefragten Librettisten und Schlagertexter Wiens. 1922 verhalf er Hans Moser zu seinem Durchbruch als Schauspieler in Wien, indem er für ihn auf seine Bitte hin den Solo-Einakter Ich bin der Hausmeister vom Siebenerhaus schrieb. Löhner-Beda schrieb Libretti für zahlreiche Operetten, u. a. Das Land des Lächelns (1929) und Giuditta (1934). Ein Teil der Frauengrubergasse wurde 1964 in die Löhnergasse einbezogen.
- Lore-Kutschera-Weg (Hetzendorf), 2018 benannt nach der Botanikerin Lore Kutschera (geb. Belani, 1917–2008); sie war eine international anerkannte Wurzelforscherin. Die von ihr herausgegebenen monumentalen Atlasbände über die Morphologie, Anatomie, Ökologie und räumliche Verteilung der Wurzeln im Boden gelten als wissenschaftliche Standardwerke.
- Lucasweg (Meidling, Gartenstadt „Am Tivoli“), 1930 benannt nach dem Schauspieler Carl Wilhelm Lucas (1803–1857); er spielte am Theater an der Wien (1829–1834) und am Burgtheater (1834–1857). Seine Stärke waren Rollen im modernen Schauspiel und im Konversationsstück, wo sein elegantes Spiel und seine lebendige Charakteristik am besten zur Geltung kamen.[18]
- Ludwig-Martinelli-Gasse (Meidling), 1930 benannt nach dem Schauspieler und Regisseur Ludwig Martinelli (1832–1913); er spielte 1873–1876 am Theater an der Wien, 1886 am Carltheater und 1889–1908 am Deutschen Volkstheater, wo er auch als Regisseur tätig war. Martinelli war ein vorzüglicher Anzengruber-Darsteller und ein bedeutender Volksschauspieler. Auf dem Anzengruberdenkmal in Wien ist er als „Steinklopferhans“ verewigt.

## M

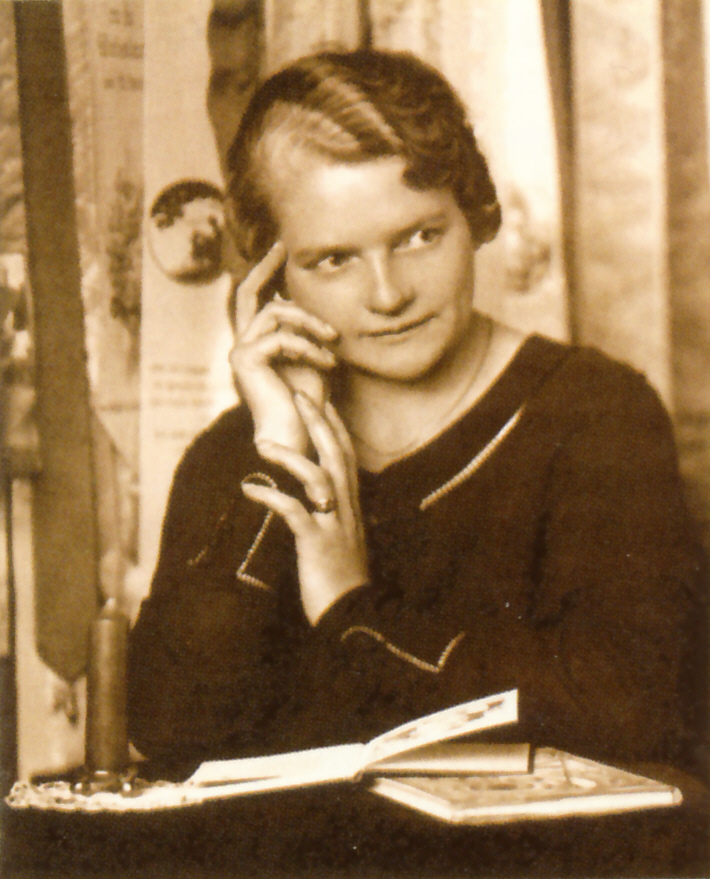
Margarete Seemann (Bezirksmuseum Meidling)

- Malfattigasse (Meidling), 1888 benannt nach dem Mediziner Johann Malfatti (1775–1859); er kam 1795 von Italien nach Wien und machte sich 1804 mit einer eigenen Praxis selbständig. Während des Wiener Kongresses genoss er einen hervorragenden Ruf und avancierte zum Leibarzt Erzherzog Karls und der Erzherzogin Maria Beatrice von Modena-Este. Der Malfattisteig im 13. Bezirk Hietzing ist ebenfalls nach ihm benannt.
- Mandlgasse (Meidling), 1875 benannt nach dem Gastwirt Anton Mandl (1789–1865); er war der Besitzer des Pfannschen Mineralbads, das von seinem Schwiegervater 1819 gegründet worden war, sowie letzter Ortsrichter von Meidling.
- Margarete-Seemann-Weg (Hetzendorf), 1993 benannt nach der Schriftstellerin Margarete Seemann (1893–1949); sie engagierte sich sozial und schuf zur Erheiterung und Bildung der Kinder Märchen und andere Stücke für Kinder, die in katholischem Geist verfasst sind. Lesungen aus ihren Büchern waren in den 1930er Jahren sehr beliebt.
- Marschallplatz (Hetzendorf), 1911 benannt nach Bischof Godfried Marschall (1840–1911), Domherr von St. Stephan und Propst der Votivkirche (ab 1880), Weihbischof in Wien (ab 1901). 1905 wurde er Generalvikar von Kardinal Gruscha und Dompropst von St. Stephan. Da Gruscha in den letzten Lebensjahren taub und blind war, übernahm Marschall viele Aufgaben des Kardinals; dies machte ihn beim Volk sehr beliebt. Siehe auch den Gruschaplatz im 14. Bezirk Penzing. Der Platz hieß vorher Rosenkranzplatz.
- Marx–Meidlinger Straße (Meidling), benannt (Datum unbekannt) nach einer ehemaligen, stark frequentierten Verbindungsstraße vom Viehmarkt St. Marx zum Schlachthaus Meidling. Die einstige Landstraße begann vor der St. Marxer Linie und führte, großteils durch unverbautes Gelände, nahe dem späteren Arsenalweg in Richtung der später errichteten Straßen namens Landstraßer und Wiedner Gürtel zur Matzleinsdorfer Linie, dann etwa über den heutigen Margaretengürtel, über den noch bestehenden Straßenabschnitt sowie die heutige Böckhgasse und die Niederhofstraße (zuvor Matzleinsdorfer Straße) nach Meidling. Erhalten gebliebene, aber nicht zusammenhängende Teile der Straße nahe dem Arsenal wurden im 20. Jahrhundert Grasbergergasse und Kelsenstraße benannt, nachdem sie teilweise Jahrzehnte lang nicht öffentlich zugänglich waren. Der Abschnitt im 12. Bezirk ist heute der einzige noch unter dem historischen Namen erhaltene.
- Max-Hegele-Weg (Altmannsdorf), 1969 benannt nach dem bedeutenden Jugendstil-Architekten Max Hegele (1873–1945). Er gewann 1903 den Wettbewerb zur architektonischen Gestaltung des Wiener Zentralfriedhofs, die in der 1908–1911 errichteten Lueger-Kirche gipfelte. Von ihm wurde auch die 1905–1907 erbaute Fillgraderstiege in Mariahilf entworfen. 1909 arbeitete Max Hegele an den Kruppschen Schulgebäuden in Berndorf mit.
- Meidlinger Hauptstraße (Meidling), 1905 benannt nach der ehemals selbstständigen Gemeinde Meidling, die unter dem Namen Murlingen seit dem Jahr 1104 nachweisbar ist. Der Name stammt von mhd. mûre (Mauer) und bedeutete „bei den Leuten, die an der kleinen Mauer wohnen“. 1892 wurde der Ort mit anderen Gemeinden als 12. Wiener Gemeindebezirk eingemeindet, der den Namen Meidling erhielt. Nach der Eingemeindung entwickelte sich die vom Wienfluss bis zur Philadelphiabrücke über die Südbahn reichende Straße rasch zur Hauptgeschäftsstraße des ganzen Bezirks. Sie hieß vorher Hauptstraße. Siehe auch Murlingengasse.
- Meidlinger Platzl (Meidling), 1997 benannt nach der ehemals selbstständigen Gemeinde Meidling; siehe Meidlinger Hauptstraße. Der Platz entstand durch die Umgestaltung eines Teils der Meidlinger Hauptstraße zur Fußgängerzone im Bereich Niederhofstraße – Arndtstraße – Theresienbadgasse.
- Meixnerweg (Meidling, Gartenstadt „Am Tivoli“), 1930 benannt nach dem deutschen Schauspieler Karl Wilhelm Meixner (1815–1888); er spielte ab 1850 am Burgtheater und war einer der bedeutendsten Charakterkomiker seiner Zeit. Er verkörperte über 300 Rollen, zu deren wichtigsten der Dorfrichter Adam in Kleists Der zerbrochne Krug sowie Figuren in Stücken von Shakespeare gehörten. Seine ungewöhnliche Wandlungsfähigkeit wurde besonders gewürdigt.
- Michael-Bernhard-Gasse (Gaudenzdorf), 1901 benannt nach Michael Bernhard (1819–1901), dem letzten Bürgermeister von Gaudenzdorf (1881–1891); er errichtete gemeinsam mit seiner Frau 1888 die Michael und Anna Bernhardsche Armen und Waisenstiftung. Die Gasse hieß ursprünglich Badgasse und dann bis 1901 Mineralbadgasse.
- Migazziplatz (Meidling), 1894 benannt nach Kardinal Christoph Anton von Migazzi (1714–1803); er wurde 1757 Erzbischof der Erzdiözese Wien, 1761 wurde er zum Kardinal ernannt. Er gründete das Wiener Priesterseminar (1758) und wurde 1760 Präsident der Studienhofkommission, die von Maria Theresia zur Reform des Schulwesens gegründet worden war. In Migazzis Amtszeit erreichte die Erzdiözese Wien ihre heutige Ausdehnung. Sein Vorgänger als Erzbischof war Johann Joseph von Trautson; siehe die Trautsongasse im 8. Bezirk Josefstadt. Der Platz hieß davor Kirchenplatz.
- Mittelweg (Altmannsdorf, Kleingartenanlage „Am Schöpfwerk“), nicht amtliche Bezeichnung.
- Mona-Lisa-Steiner-Weg (Hetzendorf), 2018 benannt nach der Botanikerin Mona Lisa Steiner (geb. Lise Monika Lindenberg, 1915–2000); sie war 1938/39 am Vivarium im Prater tätig; siehe auch den Leonore-Brecher-Weg. 1999 initiierte sie den Aufbau einer mehrsprachigen internationalen Internetdatenbank für Nutz- und Kulturpflanzen an der Universität für Bodenkultur.
- Moosbruggergasse (Meidling), 1909 benannt nach dem Bildhauer Hieronymus Moosbrugger (1808–1858); er entstammte der für ihre Baumeister, Stuckateure und Maler berühmten Moosbruggerfamilie. In Wien schuf er als Stuckbildhauer und Kunstmarmorierer zahlreiche Arbeiten für die Hofburg sowie für viele Palais und Kirchen. Hieronymus Moosbrugger gilt als der letzte Vertreter der Vorarlberger Bauschule (Auer Zunft).
- Morathgasse (Altmannsdorf), 2010 benannt nach der Fotografin Inge Morath (eigentlich Mörath, 1923–2002); sie arbeitete ab 1953 für die Fotoagentur Magnum, aber auch für Zeitschriften wie Vogue und Paris Match. Schon bald wurde sie auch selbständig tätig und arbeitete in Paris, London und New York. Morath war ab 1962 mit dem Schriftsteller Arthur Miller verheiratet.
- Muffatgasse (Altmannsdorf), 1940 benannt nach dem Organisten und Komponisten Gottlieb Muffat (1690–1770); er war ein Sohn des Komponisten Georg Muffat und Schüler von Johann Joseph Fux. Im Jahr 1717 wurde er von Kaiser Karl VI. zum Kammerorganisten ernannt und erteilte Musikunterricht an Maria Theresia und ihren späteren Mann Franz Stephan. Muffat schrieb überwiegend Kompositionen für Orgel und Cembalo, darunter zahlreiche Fugen und Tokkaten.
- Münchenstraße (Hetzendorf), 1955 benannt nach der bayrischen Hauptstadt München. Deren Name geht zurück auf apud Munichen („bei den Mönchen“). Die Straße hieß vorher Deutschmeisterstraße.
- Murlingengasse (Meidling), 1894 benannt nach Murlingen, einer alten Namensform Meidlings, die seit dem Jahr 1104 nachweisbar ist. Der Name stammt von mhd. mûre (Mauer) und bedeutete „bei den Leuten, die an der kleinen Mauer wohnen“. Siehe auch Meidlinger Hauptstraße. Die Gasse hieß davor Franzensgasse.

## N
- Nauheimergasse (Altmannsdorf), 1952 benannt nach der Lehrerin und Frauenrechtlerin Stefanie Nauheimer (1868–1946); als Lehrerin engagierte sie sich für die dienstrechtliche Gleichstellung der weiblichen Lehrkräfte und wirkte zusammen mit Leopoldine Glöckel und Auguste Fickert beim Kampf um eine Änderung des Reichsvolksschulgesetzes mit. Siehe auch den Leopoldine-Glöckel-Weg in Meidling und die Fickertgasse im 19. Bezirk Döbling. Stefanie Nauheimer war die erste Frau, die in den Bezirksschulrat gewählt wurde (1911). Von 1919 bis 1927 war sie Bezirksrätin in Meidling.
- Niederhofstraße (Meidling), 1894 benannt nach einem ehemaligen Gutshof, der urkundlich als Niederhoff am Bache erwähnt wurde. Der Hof wurde sowohl während der ersten (1529) als auch zweiten Türkenbelagerung Wiens (1683) zerstört. An seiner Stelle befindet sich heute das Theresienbad; siehe auch Theresienbadgasse und Pohlgasse. Die Straße war davor Teil der Matzleinsdorfer Straße (eine gleichnamige Straße bestand im 4. / 5. Bezirk).
- Nymphengasse (Meidling), 1884 benannt nach einem 1853 gefundenen römischen Altarstein, den der Hauptmann Titus Lettius Rufus den Nymphen geweiht hatte. Nymphen waren weibliche Naturgeister der römischen Mythologie, die u. a. Quellen, Brunnen und Frischwasserströme beschützten. Der Altarstein befindet sich heute im Kunsthistorischen Museum. Den Römern war die warme Heilquelle in Meidling bereits bekannt; sie wurde 1755 wiederentdeckt und führte zur Gründung des Theresienbades; siehe auch Theresienbadgasse.

## O
- Oehlenschlägergasse (Altmannsdorf), 1953 benannt nach dem dänischen Schriftsteller Adam Oehlenschläger (1779–1850); sein bekanntestes Werk sind die über 900-seitigen Poetiske Skrifter (Poetischen Schriften, 1805, 2 Bände), die als größtes Zeugnis der dänischen Romantik gelten. 1815 wurde in Wien sein Theaterstück Aladdin, in dem eine Mutter Ludlam in einer Höhle lebt, uraufgeführt. Dies war Anlass für die Gründung der literarischen Gesellschaft Ludlamshöhle (1817); sie wurde der berühmteste Treffpunkt von Schauspielern, Sängern, Musikern und Gelehrten des biedermeierlichen Wiens.
- Olbrichgasse (Hetzendorf), 1924 benannt nach dem Architekten Joseph Maria Olbrich (1867–1908); als bedeutender Vertreter des Jugendstils schuf er Wohnhäuser und Villen in Österreich und ab 1900 in Deutschland, so etwa das Ernst-Ludwig-Haus (1900–1901) und den Hochzeitsturm (1907–1908) in Darmstadt. Sein bekanntestes Werk ist das Gebäude der Wiener Secession (1897–1898).
- Olga-Perl-Weg (Gaudenzdorf), 2007 benannt nach der Malerin Olga Perl (1891–1948); sie widmete sich vor allem der Landschaftsmalerei und lebte von gelegentlichen Zufallsaufträgen. Ihre Atelierwohnung befand sich in der Zenogasse in Meidling.
- Oppelgasse (Meidling), 1875 benannt nach Hans Freiherr von Oppel (Lebensdaten unbekannt) und seiner zweiten Frau Maria Konstantia von Oppel (Lebensdaten unbekannt), geborene Freiin von Ehrenreich; sie besaßen 1690–1709 die Grundherrschaft St. Margareten, zu der die Ortschaften Margareten, Nikolsdorf und Matzleinsdorf gehörten. Die Grundherrschaft ging 1727 durch Kauf an die Gemeinde Wien über.
- Oswaldgasse (Altmannsdorf), 1894 benannt nach dem heiligen Oswald (um 604–642), der Legende nach König des nordenglischen Königreichs Northumbria. Er ist der Schutzpatron der Altmannsdorfer Kirche am Khleslplatz, vor deren Errichtung bereits 1290 und 1422 eine Oswaldkapelle in Altmannsdorf erwähnt wurde. Finanziert wurde die Kirche von Johann Baptist Hoffmann; siehe den Johann-Hoffmann-Platz. Die Gasse hieß zuvor Augustinergasse.
- Otto-Bondy-Platz (Altmannsdorf), 2006 benannt nach dem Unternehmer Otto Bondy (1844–1928); er war Gründer und Inhaber der Kabel- und Drahtwerke AG in der Oswaldgasse, die hier 100 Jahre lang einer der bedeutendsten Betriebe Meidlings war.[1] Die Fabrik wurde 1997 geschlossen, an ihrer Stelle entstand ab 2001 der Stadtteil Kabelwerk; siehe Am Kabelwerk. Weg in der Wohnanlage „Kabelwerk“.

## P

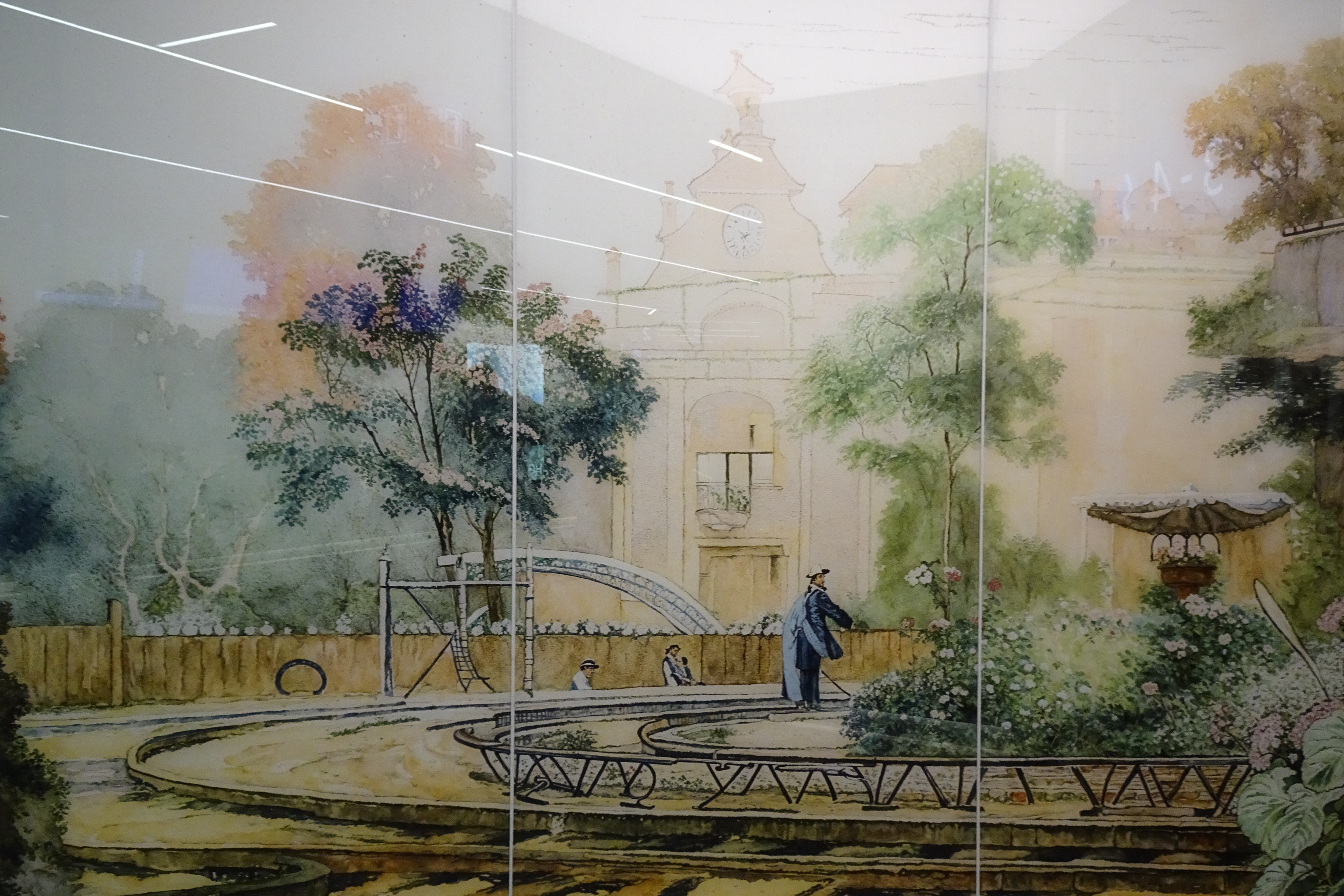
Spekulative Darstellung des Prónaygartens in der Passage des Bahnhofs Meidling, von dem keine authentische Darstellung erhalten ist. Die Schienen im Vordergrund deuten an, dass ein Teil durch den Bau der Südbahn 1839 abgetragen werden musste.

- Pachmüllergasse (Meidling), 1894 benannt nach Peter Pachmüller (Lebensdaten unbekannt, 15. Jh.); er war um 1445 Verweser des Stiftes Klosterneuburg und verwaltete die Herrschaften Meidling und Ottakring. Die Gasse hieß ursprünglich bis 1864 Friedhofgasse und dann 1864–1894 Josefigasse.
- Pechegasse (Meidling, Gartenstadt „Am Tivoli“), 1930 benannt nach der Schauspielerin Therese Peche (1806–1882); sie spielte zunächst in Prag, Bonn, Köln, Hamburg und am Hoftheater in Darmstadt, von 1830 bis 1867 war sie dann Mitglied des Ensembles des Burgtheaters. Ihre Paraderollen waren die Tragische Liebhaberin und die Salondame.[19]
- Pinaglgasse (Meidling), 1955 benannt nach dem Fiaker August Niedermann (Spitzname „Pinagl“, Lebensdaten unbekannt); er soll das Vorbild für das bekannte Fiakerlied gewesen sein. Komponiert wurde dieses Wienerlied 1885 von Gustav Pick; siehe die Gustav-Pick-Gasse im 19. Bezirk Döbling.
- Pirkebnerstraße (Meidling), 1928 benannt nach Josef Pirkebner (1865–1920), Bezirksrat und Fürsorgerat in Meidling, sozialdemokratischer Abgeordneter im niederösterreichischen Landtag.
- Pohlgasse (Meidling), 1894 benannt nach Abbé Paul Anton Pohl (Lebensdaten unbekannt); er war Besitzer des Jagdschlosses, das an Stelle des früheren Niederhofs erbaut worden war; siehe Niederhofstraße. 1755 entdeckte er im Gartenbrunnen dieses damaligen Meidlinger Schlosses am Standort des späteren Theresienbades schwefelhaltiges Wasser.[20] Dieser Brunnen und die Entdeckung einer weiteren Heilquelle in der Gegend führten zur Errichtung des Theresienbades; siehe Theresienbadgasse. Die Gasse hieß vorher Radetzkygasse.
- Pottendorfer Straße (Meidling, Altmannsdorf), 1905 benannt nach ihrem Verlauf neben der Pottendorfer Linie. Diese Nebenstrecke der Südbahn führt vom Bahnhof Wien Meidling über Ebreichsdorf und Pottendorf nach Wiener Neustadt Hauptbahnhof; sie wurde 1871–1875 erbaut.
- Pottendorfer Weg (Altmannsdorf), Benennungsdatum unbekannt; der Weg verläuft in der Kleingartenanlage „Esparsette Kolonie“ und zweigt von der Pottendorfer Straße ab; siehe diese.
- Premlechnergasse (Hetzendorf), spätestens 1874 benannt nach Johann Premlechner (1799–1885), dem vorletzten Bürgermeister von Hetzendorf (1858–1861).
- Pronaygasse (Hetzendorf), 1894 benannt nach Freiherr Sigismund von Prónay (1780–1848), Besitzer der Herrschaft Hetzendorf. Er kaufte 1817 von Gräfin Zichy ein Landhaus mit Garten; siehe die Zichygasse im 14. Bezirk Penzing und die Gräfin-Zichy-Straße im 23. Bezirk Liesing. Er baute das Areal zu einem prachtvollen botanischen Garten aus (später Prónaygarten genannt), den er auch Studenten der Universität Wien zur Verfügung stellte. Ludwig van Beethoven schrieb 1820 in Prónays Haus einen Teil seiner 9. Sinfonie. 1839 verkaufte Prónay seinen Besitz an Dominicus Graf Bethlen von Iktar; siehe Bethlengasse. Die Gasse hieß davor Schulgasse.

## R
- Ratschkygasse (Meidling), 1894 benannt nach dem Beamten und Schriftsteller Joseph Franz von Ratschky (1757–1810); er gehörte zu den bedeutendsten Vertretern der österreichischen Aufklärungsliteratur. Ratschky begründete 1777 den Wienerischen Musenalmanach, der bis 1796 erschien und in dem alle bedeutenden Schriftsteller Wiens veröffentlichten. Zu seinen Werken zählen Theaterstücke, Gedichte und Satiren. Die Gasse hieß vorher Laudongasse; dieser Name war bereits im 8. Bezirk in Verwendung.

Rauchgasse 41

- Rauchgasse (Meidling), 1864/68 benannt nach dem Uhrmacher Werner Rauch (1809–1882), ab 1846 erster Ortsrichter der in diesem Jahr gegründeten Gemeinde Wilhelmsdorf und später Bürgermeister von Untermeidling (1859–1870).
- Rechte Wienzeile (Meidling, Gaudenzdorf), 1905 benannt nach ihrem Verlauf am rechten Ufer des bis 1899 regulierten Wienflusses; siehe auch Linke Wienzeile. In der späten Gründerzeit bestand das Projekt, den Fluss vom Schloss Schönbrunn, Sommerresidenz des Kaisers, bis zur Altstadt einzuwölben und die Wienzeile zum Prachtboulevard zwischen Altstadt und Schloss umzugestalten. Dieser Plan blieb unvollendet.
- Reschgasse (Meidling), benannt (Datum unbekannt) nach dem Unternehmer Karl Resch († 1874), Steinmetzmeister und Zementplattenerzeuger. Er erwarb 1861 die Wertheimstein’schen Gründe in Meidling und ließ sie parzellieren. Dadurch entstanden die Reschgasse, die Hilschergasse (ursprünglich Wertheimsteingasse), die Bonygasse, die Zeleborgasse und die Vivenotgasse.
- Rizygasse (Meidling), 1918 benannt nach dem Juristen Theobald Freiherr von Rizy (1807–1882), Erster Senatspräsident des Obersten Gerichts- und Kassationshofs. Er war ein Cousin von Franz Grillparzer und machte sich verdient durch die Sichtung, Ordnung und Verwaltung des Nachlasses des Dichters; siehe auch die Grillparzerstraße im 1. Bezirk Innere Stadt.
- Roesnergasse (Meidling), 1894 benannt nach dem Architekten Carl Roesner (1804–1869), Professor an der Akademie der bildenden Künste (1835–1865). Er stand dem Romantiker-Kreis um Klemens Maria Hofbauer nahe und widmete sich intensiv der Sakralkunst. Als Architekt und Professor trug er Wesentliches zur Architektur in der Zeit der Romantik bei. In Meidling schuf er 1842–1845 die Meidlinger Pfarrkirche, in deren Nähe sich die Roesnergasse befindet. Die Gasse hieß davor Kirchengasse.
- Rohrwassergasse (Hetzendorf), 1918 benannt nach dem Geistlichen Franz Rohrwasser (1814–1901), Pfarrer von Hetzendorf.
- Rollingergasse (Meidling), 1906 benannt nach dem Unternehmer Franz Rollinger (1824–1893); er war Inhaber der Druckerei und Buchbinderei Rollinger, die 1858 von der Innenstadt nach Untermeidling übersiedelte. Rollinger gehörte zu seiner Zeit zu den bekanntesten Unternehmen Wiens; er war auch Gemeinderat in Untermeidling. Die Gasse hieß zuvor Kletzinskygasse.
- Rosaliagasse (Meidling), 1864/68 benannt, Benennung unklar; vielleicht nach Rosalia Rößler (Lebensdaten unbekannt), der Frau des Baumeisters Franz Rößler, der hier die ersten Häuser baute und 1850–1865 Bürgermeister von Meidling war.[21]
- Rosasgasse (Meidling), 1894 benannt nach dem Augenarzt Anton von Rosas (1791–1855), Leiter der Universitäts-Augenklinik am Allgemeinen Krankenhaus (1821–1853). Er galt als hervorragender Lehrer und Operateur und trat auch als Autor von Fachbüchern über Augenheilkunde hervor; sein Hauptwerk war das Handbuch der theoretischen und practischen Augenheilkunde (3 Bände, 1830). Die Gasse hieß vorher Halbgasse. Im Historikerbericht Straßennamen Wiens seit 1860 als „Politische Erinnerungsorte“ aus dem Jahr 2013 ist die Straße Gruppe C (demokratiepolitisch relevante biographische Lücken) zugeordnet.[3]
- Rosenhügelstraße (Hetzendorf), 1905 benannt nach dem 258 m hohen Rosenhügel, auf den sie führt; er gehört zum nordöstlichen Hügelland des Wienerwalds und ist damit Teil der Nördlichen Kalkalpen. Der Rosenhügel hat seinen Namen von ausgedehnten Rosenkulturen, die sich früher an dieser Stelle befanden. Die Straße war, damals nur nahe der Hetzendorfer Straße verbaut, schon 1898 auf dem Freytag & Berndt-Stadtplan zu finden.
- Rotdornallee (Meidling), 1929 benannt nach der Bepflanzung der Allee mit Rotdorn, einem rot blühenden Strauch aus der Gattung der Weißdorne.
- Rotenmühlgasse (Meidling), 1894 benannt. Knapp außerhalb von Schönbrunn an der heutigen Grünbergstraße stand von 1452 bis ca. 1800 die Rote Mühle an der Wien. Das Wort rot hat nichts mit der Farbe zu tun, sondern ist vom Wort roden abgeleitet; die Mühle stand auf gerodetem Gebiet. Die Gasse hieß davor Ferdinandgasse.
- Rothenburgstraße (Altmannsdorf), 1906 benannt nach Sebastian Sonner von Rothenburg (Lebensdaten unbekannt, 17. Jh.), k.k. Waldmeister und Kammerdiener des Erzherzog Matthias; er war ab 1648 Pachtinhaber des Augustinerhofs in Altmannsdorf und schenkte der Gemeinde Altmannsdorf drei Joch Grund zur Erbauung einer Kirche; siehe auch Sonnergasse.
- Rothkirchgasse (Meidling), 1918 benannt nach dem Offizier und Schriftsteller Leonhard Graf von Rothkirch und Panthen (1773–1842); für seine Leistungen in den Napoleonischen Kriegen wurde er bis zum Feldmarschallleutnant befördert. Als Mitarbeiter von Erzherzog Karl verfasste er militärtheoretische Schriften, und er leitete 1811–1813 die Neue militärische Zeitschrift. Daneben betätigte er sich auch als Schriftsteller und verfasste neun Dramen, von denen aber nur eines aufgeführt wurde.[22] Die Gasse war vorher Teil der Deckergasse.

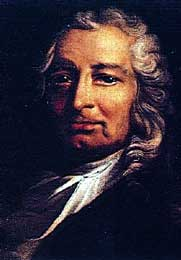
Johann Michael Rottmayr

- Rottmayrgasse (Meidling), 1894 benannt nach dem Maler Johann Michael Rottmayr (1654–1730); er war der angesehenste, meistbeschäftigte und wohl auch bedeutendste Maler des beginnenden Barock in Österreich, und er gilt neben Martino Altomonte als erster aus Mitteleuropa stammender Meister dieses Stils in Österreich. Rottmayr war hauptsächlich in Wien und in niederösterreichischen Klöstern tätig. Die Gasse hieß davor Quellengasse.
- Ruckergasse (Meidling), 1866 benannt nach dem Baumeister Josef Rucker (1826–1898), Gemeinderat in Untermeidling.
- Ruttenstockgasse (Meidling), 1909 benannt nach dem Theologen Jakob Ruttenstock (1776–1844), Professor für Kirchengeschichte an der Universität Wien (1813–1830), 1838–1839 deren Rektor. Von 1830 bis 1844 war er Prälat des Stifts Klosterneuburg. Er konnte dank kluger Wirtschaftsführung dessen Finanzen sanieren und den unvollendeten Neubau 1834–1842 durch Joseph Kornhäusel zu einem Abschluss bringen.[23]

## S

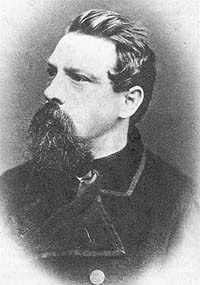
Friedrich Schlögl

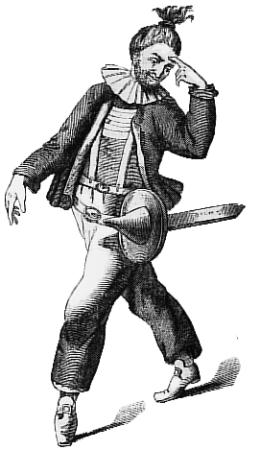
Stranitzky im Kostüm des Hanswursts

- Sagedergasse (Altmannsdorf), spätestens 1892 benannt nach Anna Sageder (1818–1873); sie betätigte sich als Wohltäterin und gründete die Sagedersche Stiftung in Altmannsdorf. 1855 finanzierte sie die Renovierung der St.-Anna-Kapelle am Schöpfwerk, die seither auch als Sageder-Kapelle bekannt ist. Ihr Mann, Johann Sageder, war Inhaber der Herrschaft Altmannsdorf und Besitzer der größten Meierei im Raum Wien.
- Schallergasse (Meidling), 1907 benannt nach dem Bildhauer Johann Nepomuk Schaller (1777–1842), Professor für Bildhauerei an der k.k. Hofakademie (ab 1823). Er stand stilistisch zwischen Klassizismus und dem romantischen Historismus. Als Porzellankünstler fertigte er eine Reihe von Büsten von Mitgliedern des Kaiserhauses an. In Meidling schuf er zwei Engelsfiguren und den Taufstein für die Altmannsdorfer Kirche.
- Schedifkaplatz (Meidling), 1914 benannt nach dem Tischlermeister Wilhelm Schedifka (1862–1914), Wiener Gemeinderat (1895–1914); er erwarb sich Verdienste um das Feuerwehr- und Rettungswesen in Wien.
- Schlöglgasse (Hetzendorf), 1894 benannt nach dem Schriftsteller und Feuilletonisten Friedrich Schlögl (1821–1892); er war einer der führenden Wiener Sittenschilderer und Humoristen. Er veröffentlichte in zahlreichen Kalendern, Zeitschriften und Sammelwerken seine Humoresken, Gedichte und kulturhistorischen Aufsätze über Wien. Ab 1857 arbeitete er beim Figaro mit, ab 1867 schrieb er für das Neue Wiener Tagblatt und die Morgenpost. Die Gasse hieß vorher Hietzinger Straße bzw. Reinhartgasse.
- Schneiderhangasse (Altmannsdorf), 1922 benannt nach dem Bäckermeister Josef Schneiderhan (1837–1918), letzter Bürgermeister von Untermeidling (1885–1891), Wiener Gemeinderat und Stadtrat (1891–1895).
- Schönbrunner Allee (Meidling), 1892 benannt nach ihrem Endpunkt Schloss Schönbrunn; sie wurde unter Maria Theresia errichtet und stellte eine direkte Verbindung zwischen dem Park von Schloss Schönbrunn und dem Schloss Hetzendorf dar. Die Allee hieß davor Schönbrunner Straße.
- Schönbrunner Schlossstraße (Meidling, bis 1999 amtlich Schönbrunner Schloßstraße), 1885 benannt nach dem Schloss Schönbrunn. Sein Name geht auf einen Kaiser Matthias zugeschriebenen Ausspruch zurück, der hier auf der Jagd einen artesischen Brunnen „entdeckt“ und ausgerufen haben soll: „Welch’ schöner Brunn“. Das Schloss wurde 1696–1701 nach Entwürfen von Fischer von Erlach errichtet und 1743–1749 von Nikolaus Pacassi umgestaltet. Die Straße hieß vorher Schönbrunner Straße
- Schönbrunner Straße (Meidling), 1898 benannt nach dem Schloss Schönbrunn, zu dem sie führt; siehe Schönbrunner Schlossstraße. Die Straße hieß in Meidling vorher Meidling-Schönbrunner Straße.
- Schöpfergasse (Hetzendorf), 1902 benannt nach dem Zimmermeister Wolfgang Schöpfer (1825–1876); er betätigte sich als Wohltäter in Hetzendorf.
- Schöpfwerkpromenade (Altmannsdorf), 2004 benannt nach der Kleingartenanlage „Am Schöpfwerk“, an deren Rand der Weg verläuft. Die Gartenanlage wurde 1955 gegründet[24] und befindet sich heute in der Wohnhausanlage Am Schöpfwerk; siehe auch Am Schöpfwerk.
- Schroederweg (Meidling), 1930 benannt nach der deutschen Sängerin und Schauspielerin Sophie Schröder (1781–1868); sie spielte 1815–1830 und 1836–1840 am k.k. Hoftheater. Schröder gilt als wesentlichste Protagonistin des idealistischen deutschen Darstellungsstils in der ersten Hälfte des 19. Jahrhunderts, als die größte Tragödin des deutschen Sprachraums und als ideale Interpretin der Grillparzerschen Frauenfiguren.
- Schurzgasse (Hetzendorf), 1922 benannt nach dem Schriftsteller und Beamten Anton Xaver Schurz (1794–1859), Rechnungsrat (ab 1835), Hofbuchhalter (1850–1854); er war der Schwager von Nikolaus Lenau und verfasste nach dessen Tod eine Biografie über den Dichter (1855, 2 Bände), die ein wichtiges Quellenwerk für die Lenau-Forschung darstellt. Ferner veröffentlichte er eigene Gedichte.[25]
- Schutzhausweg (Altmannsdorf), nicht amtlich benannt nach dem zentralen Gebäude in der Kleingartenanlage „Gartenfreunde“ und „An der Pottendorfer Bahn“.
- Schwenkgasse (Meidling), 1894 benannt nach dem Apotheker Ludwig Schwenk (1823–1890), Gemeinderat in Untermeidling und Obmann des Untermeidlinger Armeninstituts. Die Gasse ist die westliche Begrenzung des Areals der Meidlinger Kaserne sowie eine der Rodelstraßen Wiens.
- Schwetzweg (Meidling, Hetzendorf), 1994 benannt nach dem Grafiker Karl Schwetz (1888–1965); er wurde nicht nur durch seine Veduten und Aquarelle bekannt, sondern machte sich schon sehr früh als Buchillustrator einen Namen, wobei er die Radierung und den Holzschnitt als künstlerische Technik bevorzugte. Er lieferte auch Modelle für Tafelaufsätze, Vasen, Schalen und Figurinen für die Porzellanmanufaktur Augarten.[26] Schwetz war 1923 Gründungsmitglied des Meidlinger Heimatmuseums, dessen Leiter Karl Hilscher war; siehe Hilschergasse.
- Sechtergasse (Meidling), 1894 benannt nach dem Musiktheoretiker, Musikpädagogen, Organisten, Dirigenten und Komponisten Simon Sechter (1788–1867), Hoforganist (ab 1824), Professor für Musiktheorie am Wiener Konservatorium. Als Komponist schrieb er mehr als 8.000 Werke, darunter 5.000 Fugen; darüber hinaus komponierte er u. a. Messen und Oratorien. Bekannt wurde Sechter auch als Lehrer von Anton Bruckner, Franz Schubert und zahlreicher weiterer, später erfolgreicher, Musiker. Die Gasse hieß zuvor Luisengasse.
- Seumegasse (Gaudenzdorf), 1894 benannt nach dem deutschen Schriftsteller Johann Gottfried Seume (1763–1810); er unternahm ab 1801 zwei große Reisen, über die er schrieb. Seine Eindrücke beschrieb er mit besonderem Blick auf die jeweiligen sozialen, ökonomischen und politischen Verhältnisse. In seinem Spaziergang nach Syrakus im Jahre 1802 (3 Bände, 1803) beschreibt er in neuer Weise die Eindrücke des Schriftstellers als Reiseerlebnis: subjektiv, eigenwillig, politisch, kritisch und alltagsnah. In diesem Buch schildert er auch seine Eindrücke von Wien. Die Gasse hieß vorher Gemeindegasse.
- Siebertgasse (Meidling), 1889 benannt nach dem Unternehmer Friedrich Siebert (1816–1889), Seidenfabrikant, Wiener Gemeinderat (1862–1886).
- Silberlindenweg (Hetzendorf), 2018 benannt nach der Pflanzenart Silber-Linde, einem sommergrünen, laubabwerfenden Baum, der Wuchshöhen von 25 bis 30 Metern erreicht. Sie wird aufgrund ihres dekorativen Wertes seit dem 19. Jahrhundert als Zierpflanze in Parks und entlang von Straßen genutzt. Sie hat sich als ziemlich widerstandsfähig gegenüber Staub und Abgasen aus Industrie, Verkehr und Haushalten herausgestellt.
- Singrienergasse (Meidling), 1894 benannt nach dem deutschen Buchdrucker und Verleger Johannes Singriener (um 1480–1545); er ist seit 1510 in Wien nachweisbar und war hier einer der bedeutendsten Drucker und Verleger. Seinen guten Ruf, auch außerhalb Wiens, erwarb er sich durch seine besonders sorgfältige Ausführung und die große Vielfalt der von ihm verwendeten Schrifttypen. Die erste in Holz geschnittene Weltkarte in Österreich stammt ebenfalls von Singriener. Die Gasse hieß vorher Jahngasse.
- Sonnergasse (Altmannsdorf), 1911 benannt nach Sebastian Sonner von Rothenburg (Lebensdaten unbekannt, 17. Jh.), k.k. Waldmeister und Kammerdiener des Erzherzogs Matthias; er war ab 1648 Pachtinhaber des Augustinerhofs in Altmannsdorf und schenkte der Gemeinde Altmannsdorf drei Joch Grund zur Erbauung einer Kirche. Die Rothenburgstraße ist ebenfalls nach ihm benannt.
- Spießhammergasse (Meidling), 1894 in falscher Schreibweise benannt nach dem Humanisten, Dichter und Diplomaten Johannes Cuspinian (latinisiert für Johannes Spießheimer, 1473–1529); er trat 1510 in den diplomatischen Dienst Kaiser Maximilians I. ein und vertrat das Habsburgerreich rund zehn Jahre lang am ungarischen Hof. Er wurde zum kaiserlichen Rat ernannt und bekam später die Ämter des Superintendenten der Wiener Universität und des Anwalts der Stadt Wien. Da sein Familienname Spießheimer in alten Schriften auch als Spießhaymer angegeben wird,[27] wurde er im Zuge der Straßenbenennung irrtümlich zu Spießhammer. Die Gasse hieß davor Magdalenagasse.
- Spittelbreitengasse (Meidling), 1894 benannt nach dem historischen Flurnamen Spittelbreiten, der möglicherweise auf einen ausgedehnten Spitalsbesitz verweist. Die Gasse hieß zuvor Brestelgasse; dieser Name war und ist in Ottakring in Verwendung.
- Spitzahornweg (Hetzendorf); 2018 benannt nach der Baumart Spitzahorn. Aufgrund seiner Widerstandsfähigkeit gegen Industriebelastung wird er gerne im Stadtbereich zur Begrünung verwendet. Alleen aus Spitzahorn sind häufig: im Frühjahr schmücken sie sich noch vor Laubaustrieb mit einer Vielzahl gelbgrüner Blüten, im Herbst mit den von der Spitze zum Kronenansatz fortschreitenden Gelb- und Orangefärbung.
- Stachegasse (Altmannsdorf, Hetzendorf), 1898 benannt nach Friedrich August von Stache (1814–1895), Architekt des Fürsten Kinsky. Besondere Verdienste erwarb er sich bei der Gründung des Künstlerhauses, dessen Präsident er 1862/63 war und dessen Ehrenmitglied er 1866 wurde. Er setzte sich für ein eigenes Gebäude für die Künstlerhausgesellschaft ein.
- Stegmayergasse (Altmannsdorf), 1922 benannt nach der Künstlerfamilie Stegmayer. Matthäus Stegmayer (1771–1820) war Schauspieler, u. a. am Theater in der Josefstadt (ab 1792), am Freihaustheater (ab 1796) und am Hofburgtheater (ab 1801). Daneben war er als Bühnenschriftsteller, Librettist, Komponist und Chorleiter tätig. 1804 gründete er eine Notenleih- und Kopieranstalt, und 1816–1820 leitete er den Hoftheater-Musikverlag.[28] Sein Sohn Karl Stegmayer (1800–1862) war im Hauptberuf Montanist und verfasste mehrere Schriften über Bergbau und Hüttenwesen. Daneben betätigte er sich als Schriftsteller und schrieb u. a. historische Melodramen, Schauerdramen und Bergmannslieder. Sein Bruder Ferdinand Josef Stegmayer (1801–1863) war Dirigent am Theater in der Josefstadt (ab 1848), Chormeister des Wiener Männergesang-Vereins (1849–1856), sowie Kapellmeister am Hofoperntheater (1859–1860) und am Carltheater (1860–1861). Bedeutung erlangte er vor allem durch die Gründung der Wiener Singakademie (1858).[29] Ein weiterer Bruder, Wilhelm Stegmayer (* 1805) ist als Schauspieler in Kinderrollen überliefert, danach verliert sich seine Spur.
- Steinackergasse (Meidling), 1894 benannt nach dem historischen Flurnamen Steinacker, der sich auf steinige Ackergründe bezieht. Die Gasse hieß ursprünglich Eibesbrunnergasse (Name seit 1910 für die südlich des Bahnhofs Meidling in gleicher Richtung verlaufende Gasse in Gebrauch) und dann bis 1894 Hirschengasse.
- Steinbauergasse (Meidling), 1875 benannt nach Johann Steinbauer (1750–1823), Inhaber der Herrschaft Hundsturm und Besitzer des Brauhauses Am Hundsturm, das 1564 errichtet worden war und 1850 abbrannte. Der Steinbauerpark ist ebenfalls nach Johann Steinbauer benannt. Der östliche Teil der Gasse wurde als Teil der Gemeinde Hundsturm („Neu-Margareten“) bereits 1850 eingemeindet und vorerst dem 4., ab 1862 dem 5. Bezirk zugeordnet;[30] er kam erst 1907 zum 1892 eingemeindeten 12. Bezirk.
- Steinhagegasse (Gaudenzdorf), 1894 benannt nach Johann Steinhage (1807–1880), Bürgermeister von Gaudenzdorf (1861–1880). Die Gasse hieß vorher Gärtnergasse.
- Steiningergasse (Altmannsdorf), 1913 benannt nach dem Lehrer Josef Steininger (1820–1894), Oberlehrer in Altmannsdorf.
- Steinweisweg (Meidling), 1992 benannt nach Franz Steinweis (1916–1968), Bezirksrat in Meidling (1946–1950 und 1954–1964, ÖVP), Wiener Landtagsabgeordneter (1964–1968).
- Stranitzkygasse (Meidling), 1938 benannt nach dem Schauspieler, Puppenspieler, Theaterschriftsteller, Theaterleiter, Zahnarzt und Weinhändler Josef Anton Stranitzky (1676–1726); bekannt wurde er vor allem als Erfinder des Wiener Hanswursts im Alt-Wiener Volkstheater. Stranitzky parodierte und travestierte höfische Opern, die er aus dem Italienischen und Französischen übersetzte, und integrierte darin seine Hanswurst-Figur. 1711 wurde er Pächter des Kärntnertortheaters. Die Gasse hieß 1930–1938 Dawisongasse, davor in ihrem nördlichen Teil Bombekgasse (siehe dort).
- Strohberggasse (Hetzendorf), 1894 benannt nach dem historischen Flurnamen Strohberg, der auf Lagerplätze für Stroh verweist. Die Gasse hieß davor Herzgasse.
- Stüber-Gunther-Gasse (Altmannsdorf), 1926 benannt nach dem Beamten und Schriftsteller Fritz Stüber-Gunther (1872–1922), Finanzbeamter und Rechnungshofdirektor. Daneben schrieb er humorvollen Kurzgeschichten, die zunächst in den Feuilletons des Neuen Wiener Tagblatts und der Volkszeitung erschienen, und später auch in Buchform veröffentlicht wurden. Er gilt als Meister der Wiener Skizze, in der er mit Ironie und Sarkasmus das Leben in und um Wien schilderte. Die Gasse hieß zuvor Stübergasse.
- Susi-Weigel-Weg (Meidling), 2019 benannt nach der Illustratorin, Graphikerin und Trickfilmzeichnerin Susi Weigel (1914–1990). Nach Abschluss ihres Studiums an der Akademie der bildenden Künste arbeitete sie als Illustratorin für Zeitungen und Zeitschriften und als Trickfilmzeichnerin. Nach 1945 illustrierte sie vor allem Bücher der Kinderbuchautorin Mira Lobe, von denen zahlreiche mit nationalen und internationalen Preisen ausgezeichnet wurden.

## T

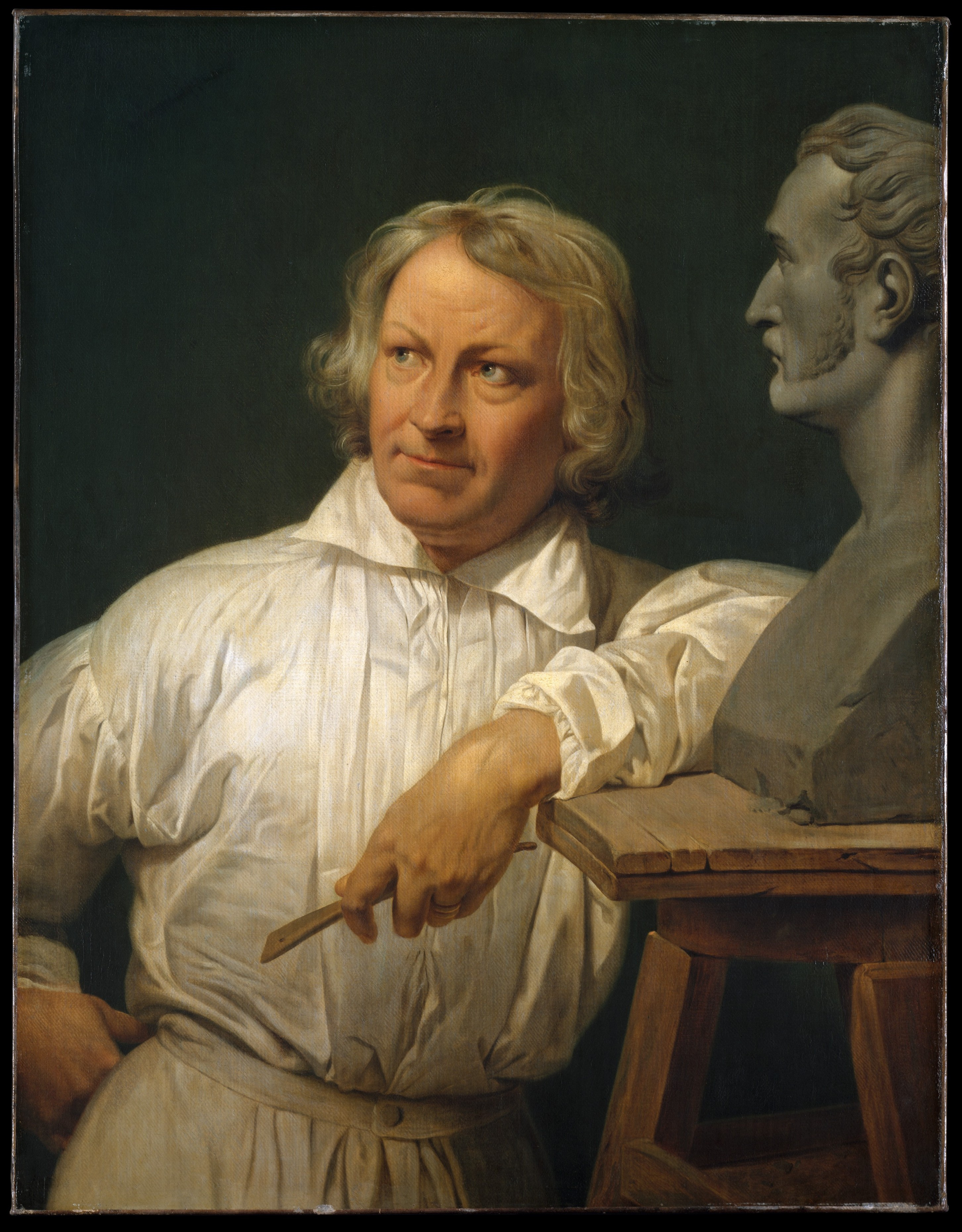
Bertel Thorvaldsen

- Tanbruckgasse (Meidling), 1894 benannt nach einem Gutshof namens Tanbruck, der um 1340 in dieser Gegend urkundlich erwähnt wurde und einem Herrn Tasser gehörte. Die Gasse hieß vorher Bindergasse.
- Technologiestraße (Altmannsdorf), 2010 benannt nach den hier ansässigen technischen Betrieben. Eine Technologie (altgr. téchne, dt.: Fähigkeit, Kunstfertigkeit bzw. „Handwerk“, und lógos, dt.: Lehre bzw. Vorgehensweise) ist eine Gesamtheit von Verfahren zur Produktion von Waren und Dienstleistungen. Im engeren Sinn bezeichnet Technologie die Lehre oder Wissenschaft von einer Technik.
- Teichackergasse (Meidling), 1894 benannt nach dem historischen Flurnamen Teichacker. Die Gasse hieß davor Annagasse.
- Theergasse (Meidling), 1930 benannt wahrscheinlich nach den Malern Robert Theer (1808–1863) und Albert Theer (1815–1902);[31] die beiden Brüder stammten aus Johannisberg (Schlesien) und schufen vor allem Miniaturportraits in der Nachfolge von Moritz Daffinger sowie Aquarelle.
- Theresienbadgasse (Meidling), 1884 benannt nach dem hier befindlichen Theresienbad, dem ältesten Wiener Heilbad. Es steht an der Stelle des früheren Gutshofs „Niedehof am Bache“; siehe Niederhofstraße. Ein späterer Besitzer des Grundes, Abbé Pohl, entdeckte 1755 hier schwefelhaltiges Wasser, was einige Jahre später zur Anlage des Bades führte; siehe Pohlgasse. 1822 ließ Josef Michael Freiherr von Ehrenfels das Bad erneuern und ausbauen; siehe Ehrenfelsgasse. Die Thermalquelle war schon den Römern bekannt gewesen; siehe Nymphengasse.
- Thorvaldsengasse (Altmannsdorf), 1953 benannt nach dem dänischen Bildhauer Bertel Thorvaldsen (1770–1844); fast in seinem gesamten Werk thematisierte er mythologische Gestalten, die er meist idealisiert, aber auch mit leisem Humor, in ihrer Einfachheit darstellte. Die Bedeutung seines Schaffens liegt in der Wiederbelebung der Idylle der antiken Kunst.
- Thunhofgasse (Hetzendorf), 1906 benannt nach dem ehemaligen Jagdschloss Thunhof. Feldmarschall Siegmund Graf Thun (1639–1702) erwarb vier Höfe in Hetzendorf und ließ 1694 das Jagdschloss erbauen. 1712 wurde es nach Entwürfen von Johann Lucas von Hildebrandt umgestaltet und 1742 an die Hofkammer verkauft. 1743 wurde es von Nikolaus Pacassi zum Schloss Hetzendorf umgebaut.
- Tichtelgasse (Meidling), 1907 benannt nach dem Arzt und Humanisten Johannes Tichtel (um 1450–um 1505), Professor der Medizin an der Universität Wien und zwischen 1482 und 1498 zehnmal Dekan der medizinischen Fakultät. Sein bleibendes Verdienst ist sein Tagebuch (1477–1495), das eines der bedeutendsten kulturgeschichtlichen Zeugnisse Wiens darstellt. Besonders für die Zeit der ungarischen Besatzung Wiens ist es ein wichtiges Dokument.
- Tivoligasse (Meidling), 1894 benannt nach der 1830 erbauten Vergnügungsstätte Tivoli. Das Tivoli war ein großes und luxuriöses Ausflugslokal, dessen Attraktion eine Rutschbahn war. Von entscheidender Bedeutung für den Erfolg der Anlage war das fixe Engagement des Orchesters von Johann Strauß Vater, das in einem Pavillon im Garten immer wieder neue Kompositionen an Walzern und anderen Tänzen darbot. Das Tivoli schloss 1967, brannte 1980 ab und wurde 1991 abgetragen. Die Wohnhausanlage Am Tivoli und die Tivolibrücke sind ebenfalls nach dem Lokal benannt. Die Gasse hieß zuvor Johannesgasse.
- Tscherttegasse (Altmannsdorf), 1940 in falscher Schreibweise benannt nach dem Architekten und Baumeister Hans Tscherte († 1552), Baumeister der niederösterreichischen Lande (1528–1552). Während der Belagerung 1529 trug er als Fachmann des Festungsbauwesens wesentlich zur Abwehr der Türken bei. Nach der Belagerung war er entscheidend am Neubau der Stadtbefestigungen (1531) beteiligt. Ab 1534 wirkte er am Um- und Ausbau der Hofburg mit.
- Tyroltgasse (Meidling), 1930 benannt nach dem Schauspieler und Schriftsteller Rudolf Tyrolt (1848–1929); er spielte am Wiener Stadttheater (1873–1884), am Burgtheater (1884–1888), am Deutschen Volkstheater (ab 1889) und am Theater in der Josefstadt. Tyrolt war für die Darstellung von Wiener Volkstypen bekannt. Daneben schrieb er mehrere Bücher über das Theaterleben.

## U
- Unter-Meidlinger Straße (Meidling), 1905 benannt nach der ehemals selbstständigen Gemeinde Untermeidling. Da Meidling Anfang des 19. Jahrhunderts recht groß geworden war, wurde der Ort 1806 in Obermeidling und Untermeidling geteilt. (Damit war nicht die Höhenlage gemeint, sondern die Lage der Ortsteile am Wienfluss: Richtung Oberlauf = Westen, Unterlauf = Osten.) Beide Teile wurden zusammen mit anderen Gemeinden 1892 nach Wien eingemeindet.

## V
- Vierthalergasse (Meidling), 1894 benannt nach dem Pädagogen, Schriftsteller und Journalisten Franz Michael Vierthaler (1758–1827); er wurde 1790 erster Direktor des ersten Lehrerseminars im deutschen Sprachraum in Salzburg. Vierthaler entwickelte Lehrmethoden und Unterrichtsprinzipien und verfasste Schulbücher und Kinderbücher. 1806–1827 war er Direktor des Kienmayerschen Waisenhauses in Wien. Die Gasse hieß vorher Schillergasse.

Vivenotgasse 35

- Vivenotgasse (Meidling), 1894 benannt nach dem Arzt Rudolf von Vivenot (1807–1884); sein bleibendes Verdienst liegt in der Gründung des Sophienspitals (erbaut 1879–1881); siehe auch die Kenyongasse im 7. Bezirk Neubau. Vivenot war er einer der beliebtesten Ärzte Wiens und betätigte sich auch als Komponist und Schriftsteller. Die Gasse hieß davor Miesbachgasse nach Alois Miesbach, der 1819 die Meidlinger Ziegelei kaufte und den heutigen Baustoffkonzern Wienerberger gründete; der Gassenname ist seit 1852 im 2. Bezirk in Gebrauch.

## W

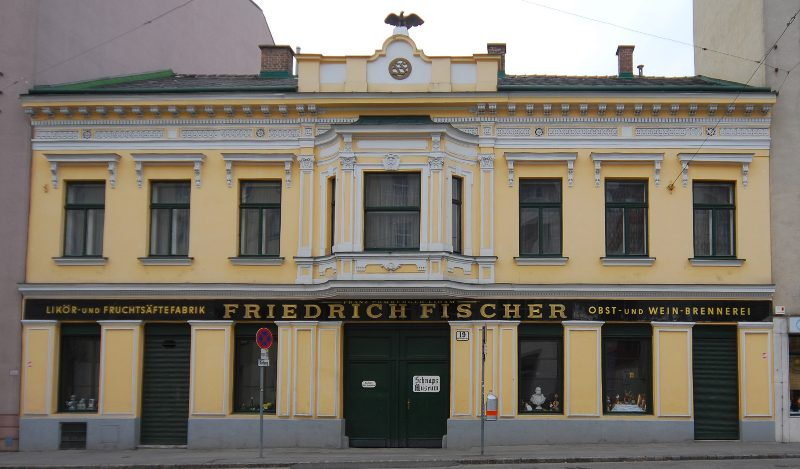
Das Schnapsmuseum in der Wilhelmstraße

- Wagenseilgasse (Altmannsdorf), 1912 benannt nach dem Komponisten und Musikpädagogen Georg Christoph Wagenseil (1715–1777); er komponierte von 1739 bis zu seinem Ableben für den Kaiserhof und war zeitweilig auch als Organist und Cembalo-Spieler angestellt. Er komponierte Opern, Choräle, Symphonien, Konzerte, Klavier- und Kammermusik im Stil der Frühen Wiener Schule. Als Musiklehrer unterrichtete er Maria Theresia und brachte Marie-Antoinette das Klavierspiel bei.
- Weinweg (Altmannsdorf, Kleingartenanlage „Am Schöpfwerk“), nicht amtlich benannt zur Erinnerung an den Weinbau, den es einst in dieser Gegend gab.
- Weißenthurngasse (Meidling, Gartenstadt „Am Tivoli“), 1930 benannt nach der deutschen Schauspielerin und Schriftstellerin Johanna Franul von Weißenthurn; sie spielte von 1789 bis 1842 am Burgtheater vor allem in heroischen Rollen. Kaiser Napoleon Bonaparte bewunderte sie 1809 bei einer Aufführung in Schloss Schönbrunn. In späteren Jahren widmete sie sich der Schriftstellerei und schrieb etliche Schauspiele. Die Gasse hieß 1938–1947 Robert-Franz-Gasse.
- Werthenburggasse (Hetzendorf), 1894 benannt nach dem historischen Flurnamen Werthenburg. Die Gasse hieß davor Feldgasse.
- Wienerbergstraße (Meidling, Altmannsdorf), 1894 benannt nach dem 236 m hohen Wienerberg. Die B 225 führt wie einst ein Feldweg von Meidling auf dem Bergrücken zur Spinnerin am Kreuz in Favoriten. Bis zum Anfang des 20. Jahrhunderts war sie, ausgenommen die Wienerberger Ziegelfabrik, unverbaut. Die Straße hieß zuvor in Meidling Meidlinger Straße.
- Wildauergasse (Meidling, Gartenstadt „Am Tivoli“), 1930 benannt nach der Schauspielerin und Opernsängerin Mathilde Wildauer (1820–1878); sie spielte ab 1834 am Burgtheater und machte sich bald als naive Liebhaberin, Salondame und Soubrette durch ihre köstliche Laune und ihr komisches Talent zum Liebling des Publikums. Ab 1850 sang sie auch sehr erfolgreich als Sopranistin am Hofoperntheater.
- Wildgartenallee (Hetzendorf), 2018 benannt nach dem Konzept des Wildgartens bzw. Naturgartens, in dem heimische Wildtiere und Wildpflanzen (Fauna und Flora) besonders gefördert werden. Bei der Bepflanzung werden einheimische Arten bevorzugt, die langlebig sind und wenig Pflege benötigen.
- Wilhelm-Erben-Gasse (Altmannsdorf, Siedlung „Neu-Steinhof“), 1959 benannt nach dem Historiker Wilhelm Erben (1864–1933), Konservator am Heeresmuseum in Wien (ab 1891), Professor für mittelalterliche Geschichte und historische Hilfswissenschaften in Innsbruck (ab 1903), Professor an der Universität Graz (1917–1933).
- Wilhelmstraße (Meidling), 1864/68 benannt nach Wilhelm Sedlacek (1793–1853), Propst von Stift Klosterneuburg; er erteilte 1846 als Grundherr die Genehmigung, einen Teil von Untermeidling abzutrennen und als eigenständige Gemeinde zu führen. Der Ort wurde nach Sedlaceks Vornamen Wilhelmsdorf genannt. Bereits 1850 wurde die Gemeinde wieder mit Untermeidling zusammengeschlossen. Siehe auch Dörfelstraße. Die Straße hieß früher Breitenfurter Straße (siehe dort) und danach Wilhelmsdorfer Straße.
- Wittmayergasse (Altmannsdorf), 1908 in falscher Schreibweise benannt nach dem Geistlichen Josef Leopold Widmayer (1800–1873), erster Pfarrer der neuen Altmannsdorfer Kirche (1831–1846). Die Gasse hieß vorher Neufellnergasse.
- Wolfganggasse (Meidling), 1875 benannt nach Wolfgang Treu († 1540), Steuerherr (ab 1509), Grundbuchsverweser (1515–1519 und 1522–1524), Bürgermeister von Wien (1528–1530, 1532–1533 und 1536–1537), Stadtanwalt (1539–1540). Treu war Bürgermeister der Stadt während der Ersten Türkenbelagerung 1529. Gemeinsam mit Niklas Graf Salm leitete er erfolgreich die Verteidigung der Stadt. Die Treustraße im 20. Bezirk Brigittenau ist ebenfalls nach ihm benannt. Siehe auch die Salmgasse im 3. Bezirk Landstraße.
- Wundtgasse (Hetzendorf), 1922 benannt nach dem deutschen Philosophen und Psychologen Wilhelm Wundt (1832–1920), dem Begründer der Psychologie als eigenständiger Wissenschaft. Er verfasste über 490 wissenschaftliche Werke und ist damit – gemessen an der Anzahl seiner Publikationen – einer der produktivsten Wissenschaftler aller Zeiten.
- Wurmbstraße (Meidling, Altmannsdorf), 1910 benannt nach dem Architekten und Eisenbahningenieur Karl Wurmb (1850–1907), Direktor des Steiermärkischen Landeseisenbahnamtes (1892–1894), Eisenbahnbaudirektor im Eisenbahnministerium in Wien (1894–1905). Er erbrachte als Ingenieur und Bauleiter wesentliche Beiträge zu Arlbergbahn, Tauernbahn, Karawankenbahn, Wocheiner Bahn und Pyhrnbahn. Wurmb galt als herausragender Experte für Alpenbahnen in der Nachfolge Carl von Ghegas. Die Straße war einst Teil der (Meidlinger) Hauptstraße, wurde aber 1841 durch die im Einschnitt errichtete Wien-Gloggnitzer Eisenbahn, 1875 auch durch die Pottendorfer Linie  von ihr getrennt. Die über die Südbahn errichtete Philadelphiabrücke war lagemäßig nicht auf die Wurmbstraße ausgerichtet. Diese sollte ursprünglich bis zur Eibesbrunnergasse reichen und von dort an nummeriert werden; da dieses noch um 1971 auf dem Stadtplan ersichtliche Projekt nicht realisiert wurde, sind die niedrigsten Hausnummern Nr. 27 bzw. 34 an der Ecke zur Wienerbergstraße.

## Z
- Zanaschkagasse (Altmannsdorf), 1970 benannt nach dem Politiker Alois Zanaschka (1870–1936), dem ersten sozialdemokratischen Bezirksvorsteher in Meidling (1919–1934). In seiner Amtszeit fand der soziale Wohnbau des Roten Wien in Meidling einen Schwerpunkt durch die Errichtung zahlreicher großer Gemeindebauten. Zanaschka förderte den Bau des Ratschkybades, den Umbau des Meidlinger Marktes und die Gründung des Meidlinger Heimatmuseums, des ersten Museums dieser Art in Wien; siehe auch Hilschergasse.
- Zeleborgasse (Meidling), benannt nach Ignaz Zelebor (1816–1890), Bürgermeister von Untermeidling (1870–1885). Die Ignazgasse ist ebenfalls nach ihm benannt. Die Gasse hieß vorher Heinrichsgasse.
- Zenogasse (Meidling), 1908 benannt nach dem italienischen Gelehrten, Dichter und Librettisten Apostolo Zeno (1668–1750); er befasste sich intensiv mit Geschichte, Philologie und Münzkunde und war Mitbegründer der Accademia degli Animosi (1691). 1718 kam er als Hofdichter und Hofhistoriker nach Wien, wo er als Librettist arbeitete und sich als Gelehrter um die kaiserlichen Münzsammlungen kümmerte. Die Gasse hieß davor Grünberggasse, ein Teil Maria-Theresien-Straße. Die heutige Grünbergstraße hieß vorher Zenogasse. 1908 wurden die Namen der beiden Gassen getauscht.
- Zöppelgasse (Altmannsdorf), 1894 benannt nach den Brüdern Johann Josef Zöppel von Haus († 1580) und Ulrich Christoph Zöppel von Haus († 1584); sie waren um 1570 die Lehensherren des Gutes Altmannsdorf und des Augustinerhofes. Die Gasse hieß zuvor Hoffmanngasse.

## Historische Straßennamen
- Adamgasse: siehe Kollmayergasse

Valeriecottage, Planung 1885, heute Kaulbachstraße

- Albertgasse: siehe Gatterholzgasse
- Altmannsdorfer Feldweg: siehe Dobiaschofskyweg bzw. Hoffingergasse
- Altmannsdorfer Weg: siehe Hetzendorfer Straße
- Annagasse: siehe Teichackergasse
- Asylgasse: siehe Kastanienallee
- Augustinergasse: siehe Oswaldgasse
- Bäckergasse: siehe Korbergasse
- Badgasse: siehe Michael-Bernhard-Gasse
- Bahngasse: siehe Dörfelstraße
- Bahnhofstraße: siehe Eckartsaugasse
- Bindergasse: siehe Tanbruckgasse
- Blindegasse: siehe Aichholzgasse
- Brestelgasse: siehe Spittelbreitengasse
- Cantacuzinostraße: siehe Koppreitergasse bzw. Edelsinnstraße
- Dammstraße: siehe Eichenstraße
- Dawisongasse: siehe Stranitzkygasse
- Deutschmeisterstraße: siehe Münchenstraße
- Eibesbrunnergasse: siehe Steinackergasse
- Draschegasse: siehe Darnautgasse
- Fabriksgasse (Meidling), 1877–1878 angelegt und benannt; die Gasse befand sich in einem ehemaligen Fabriksviertel Meidlings, in dem vor allem Färbereien und Kattundruckereien angesiedelt waren. 2023 wurde sie durch ein Büro- und Einkaufszentrum vollständig verbaut und existiert nicht mehr.
- Feldgasse: siehe Werthenburggasse bzw. Aichhorngasse
- Ferdinandgasse: siehe Rotenmühlgasse
- Franzensgasse: siehe Murlingengasse
- Friedhofstraße: siehe Haidackergasse
- Gärtnergasse: siehe Hervicusgasse bzw. Steinhagegasse und Biedermanngasse
- Gemeindegasse: siehe Jägerhausgasse bzw. Seumegasse
- Giselagasse: siehe Kiningergasse
- Gloriettegasse: siehe Abermanngasse bzw. Hohenbergstraße
- Gürtelstraße: siehe Gaudenzdorfer Gürtel
- Gymnasiumsgasse: siehe Haschkagasse
- Gymnasiumstraße: siehe Haschkagasse
- Halbgasse: siehe Rosasgasse
- Hauptstraße: siehe Hetzendorfer Straße bzw. Meidlinger Hauptstraße
- Heinrichsgasse: siehe Zeleborgasse
- Herzgasse: siehe Strohberggasse
- Hetzendorfer Straße: siehe Fasangartengasse
- Hetzendorfer Weg: siehe Hetzendorfer Straße
- Hietzinger Straße: siehe Schlöglgasse
- Hietzinger Weg: siehe Elisabethallee
- Hirschengasse: siehe Steinackergasse
- Hoffmanngasse: siehe Zöppelgasse
- Inzersdorfer Weg: siehe Am Schöpfwerk
- Jahngasse: siehe Singrienergasse
- Jakobstraße: siehe Dunklergasse
- Johannesgasse: siehe Tivoligasse
- Josefigasse: siehe Pachmüllergasse
- Josef-Winter-Gasse: siehe Danilovatzgasse
- Karlsgasse: siehe Hoffmeistergasse
- Kirchengasse: siehe Roesnergasse
- Kirchenplatz: siehe Khleslplatz bzw. Migazziplatz
- Kletzinskygasse: siehe Rollingergasse
- Kranichberggasse: siehe Edelsinnstraße
- Krongasse: siehe Gierstergasse
- Lainzer Straße: siehe Arndtstraße
- Laudongasse: siehe Ratschkygasse
- Laxenburger Allee: siehe Altmannsdorfer Straße
- Laxenburger Straße: siehe Altmannsdorfer Straße
- Lechnergasse: siehe Aßmayergasse
- Leopoldigasse: siehe Grieshofgasse
- Liebengasse: siehe Liebenstraße
- Liesinger Weg: siehe Breitenfurter Straße
- Luisengasse: siehe Sechtergasse
- Lustschlossallee: siehe Elisabethallee
- Magdalenagasse: siehe Spießhammergasse
- Margaretengürtel: siehe Gaudenzdorfer Gürtel
- Maria-Theresien-Straße: siehe Zenogasse
- Matzleinsdorfer Straße: siehe Niederhofstraße (eine gleichnamige Straße bestand im 4. / 5. Bezirk)
- Meidlinger Straße: siehe Wienerbergstraße
- Meidling-Schönbrunner Straße: siehe Schönbrunner Straße
- Michalowitzgasse: siehe Karl-Löwe-Gasse
- Miesbachgasse: siehe Vivenotgasse
- Millergasse: siehe Aichholzgasse
- Mineralbadgasse: siehe Michael-Bernhard-Gasse
- Neufellnergasse: siehe Wittmayergasse
- Neugasse: siehe Eglseegasse
- Neuwallgasse: siehe Karl-Löwe-Gasse
- Pfarrgasse: siehe Albrechtsbergergasse
- Quellengasse: siehe Rottmayrgasse
- Radetzkygasse: siehe Pohlgasse
- Reinhartgasse: siehe Schlöglgasse
- Rosenkranzplatz: siehe Marschallplatz
- Rudolfsgasse: siehe Aßmayergasse bzw. Boërgasse
- Sackgasse: siehe Haebergasse
- Schillergasse: siehe Vierthalergasse
- Schlöglgasse: siehe Elisabethallee
- Schönbrunner Straße: siehe Schönbrunner Allee bzw. Schönbrunner Schloßstraße
- Schulgasse: siehe Bendlgasse, Pronaygasse und Frauenheimgasse
- Stiegergasse: siehe Längenfeldgasse
- Stiftgasse: siehe Klährgasse
- Stübergasse: siehe Stüber-Gunther-Gasse
- Valeriecottage: siehe Kaulbachstraße und Abb.
- Waltergasse: siehe Canalettogasse
- Wertheimsteingasse: siehe Hilschergasse
- Wiener Weg: siehe Gaßmannstraße
- Wiengasse: siehe Harthausergasse
- Wilhelmsdorfer Straße: siehe Wilhelmstraße

1938–1945
- Fritschgasse: siehe Hilschergasse
- Lagardegasse: siehe Biedermanngasse
- Ludwig-Martinelli-Gasse: siehe Bombekgasse
- Metznerstraße: siehe Liebenstraße
- Robert-Franz-Gasse: siehe Weißenthurngasse